# Biserica fortificată din Cloașterf

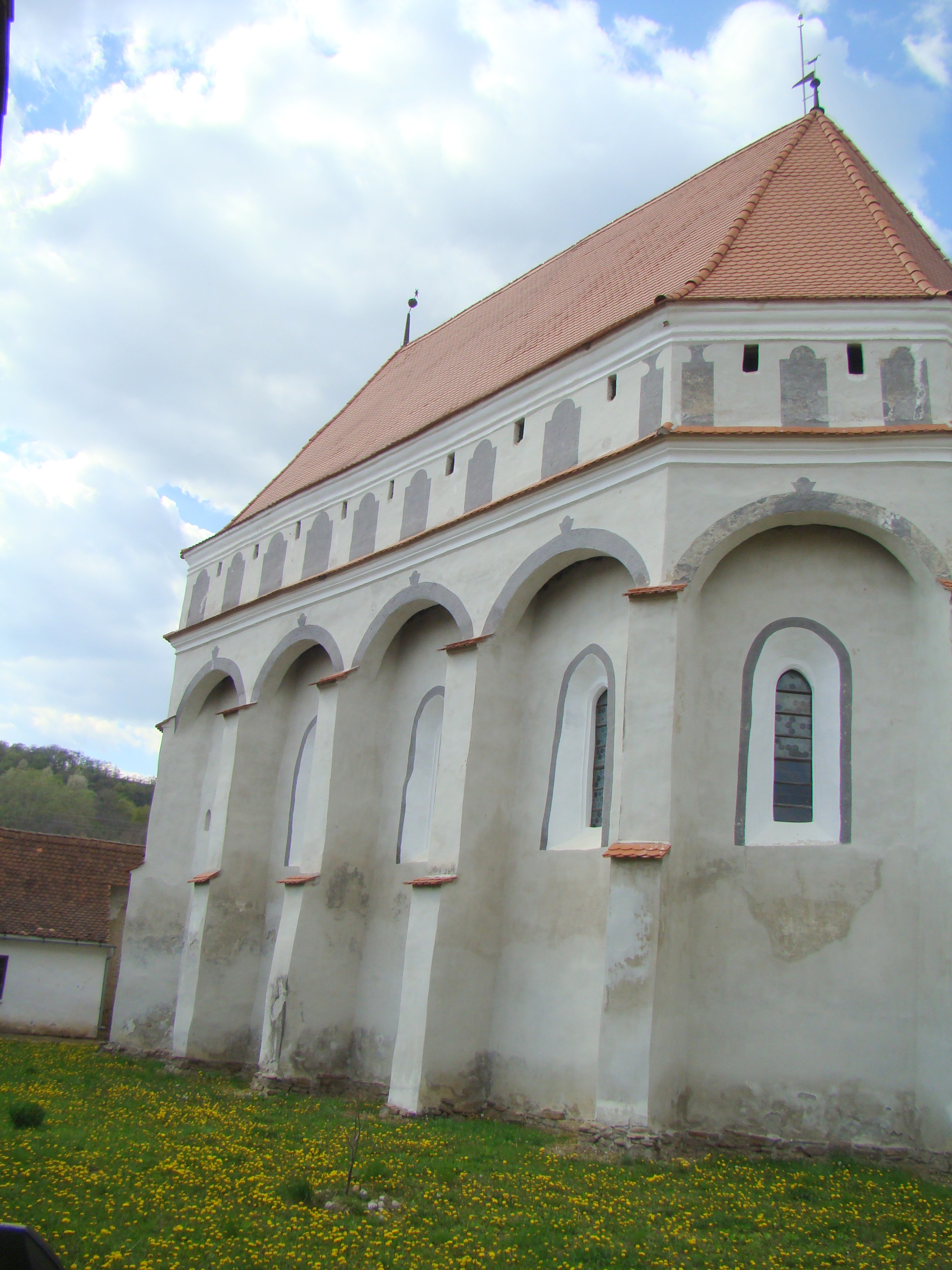
Biserica evanghelică fortificată din Cloașterf, județul Mureș, foto: aprilie 2019.

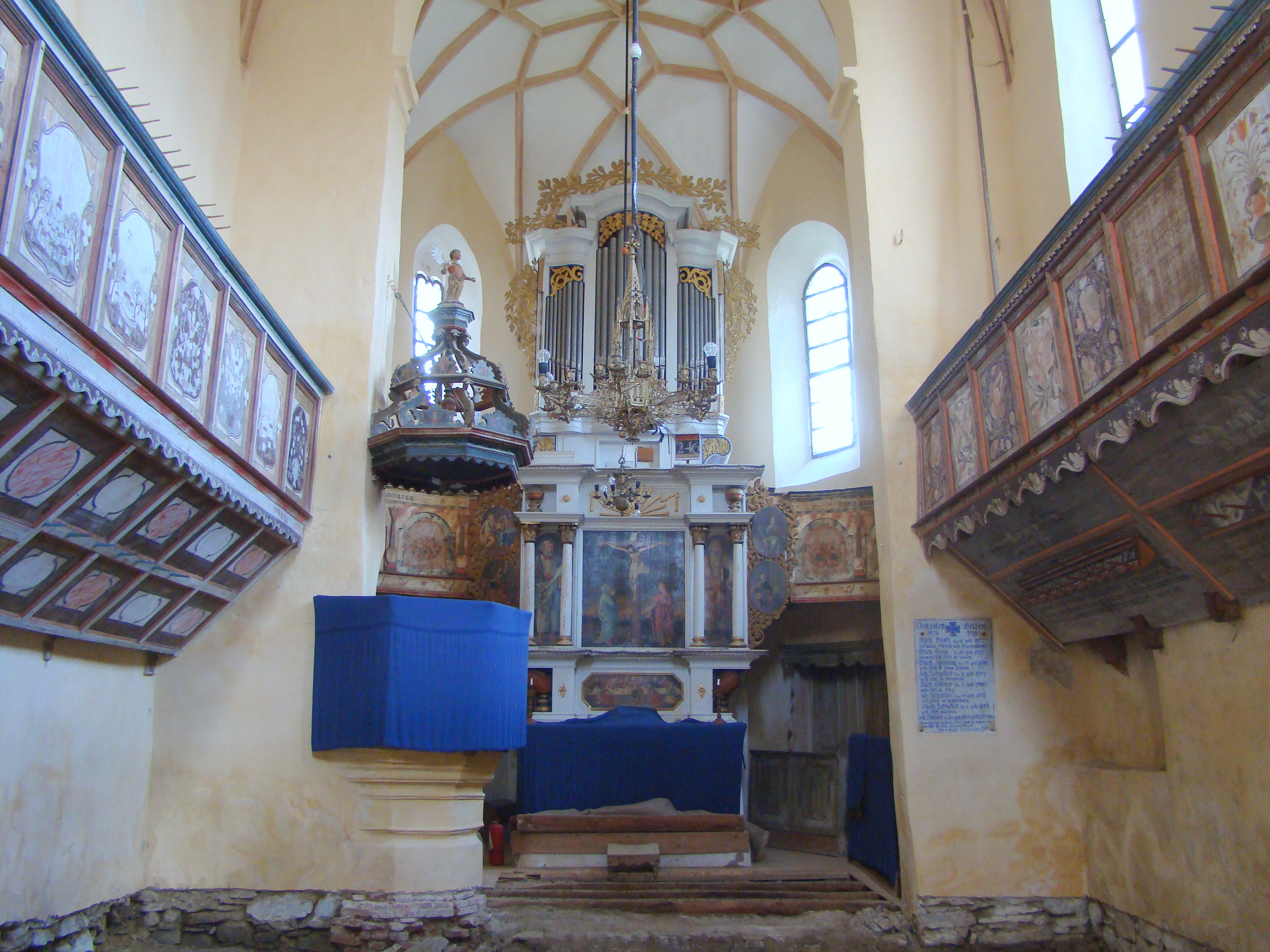
Interiorul bisericii-sală

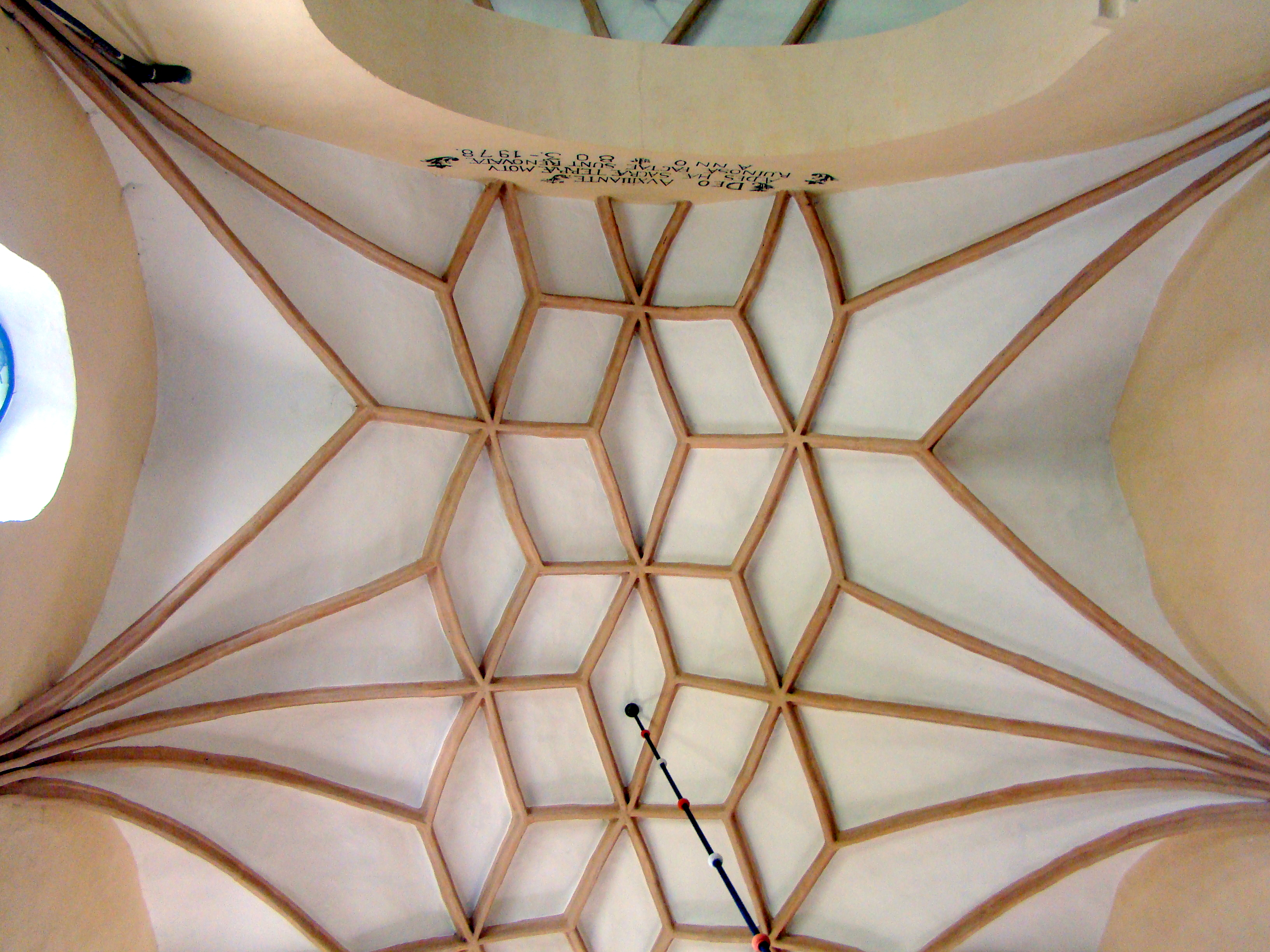
Bolta cu nervuri

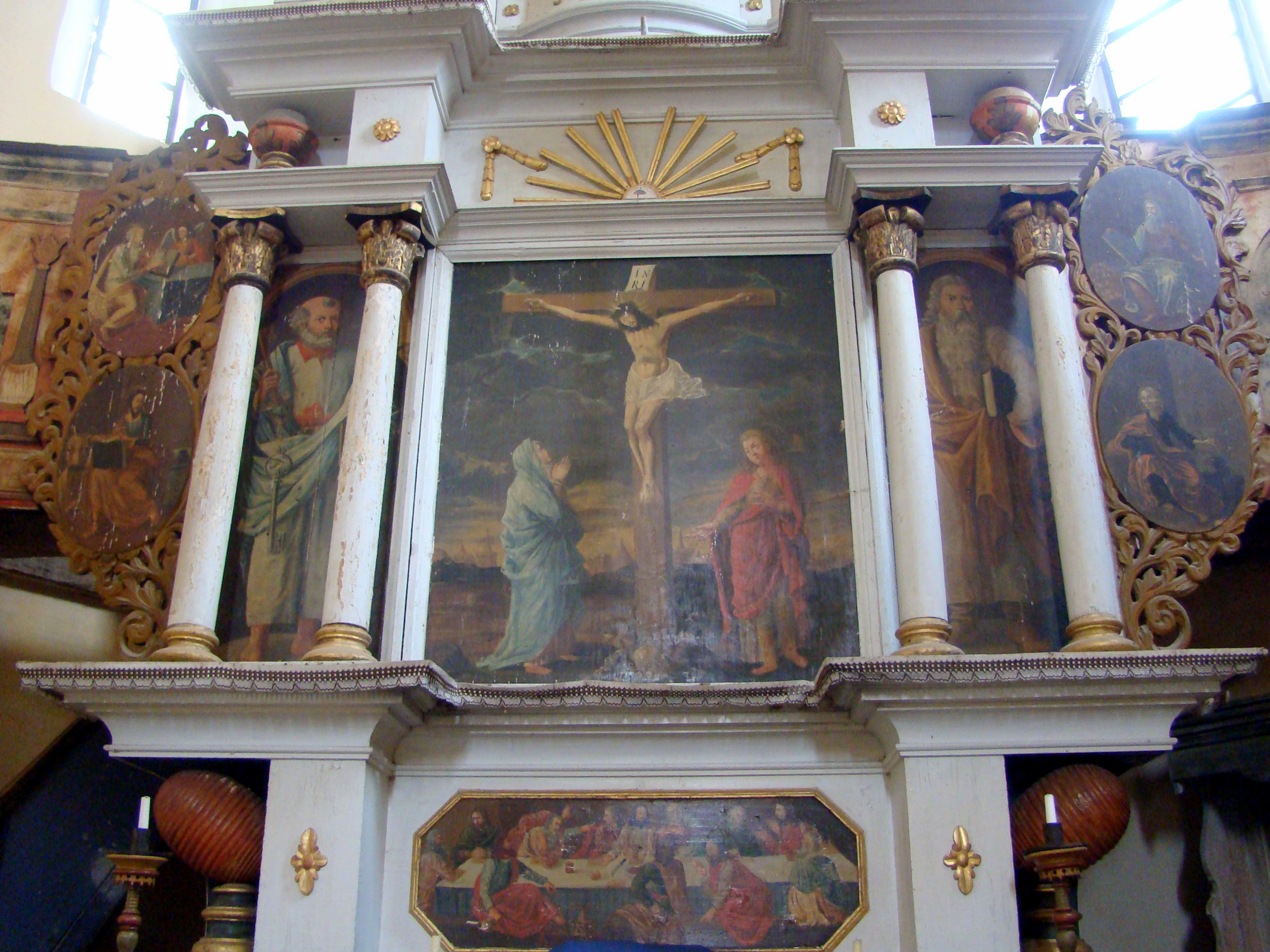
Altarul de la 1716

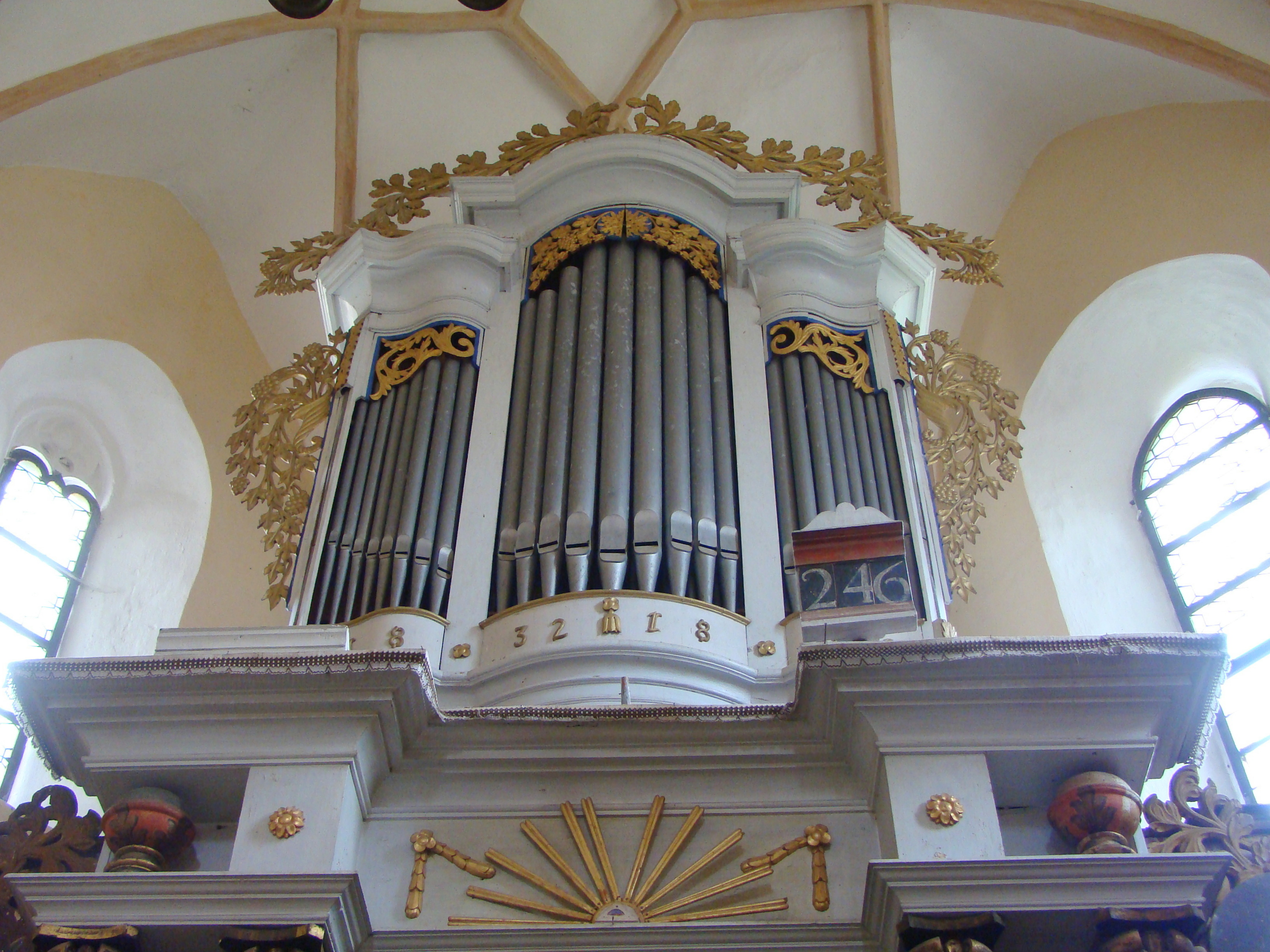
Orga clasicistă de la 1832, construită de Friedrich și Wilhelm Maetz, reparată de Karl Einschenk în 1923

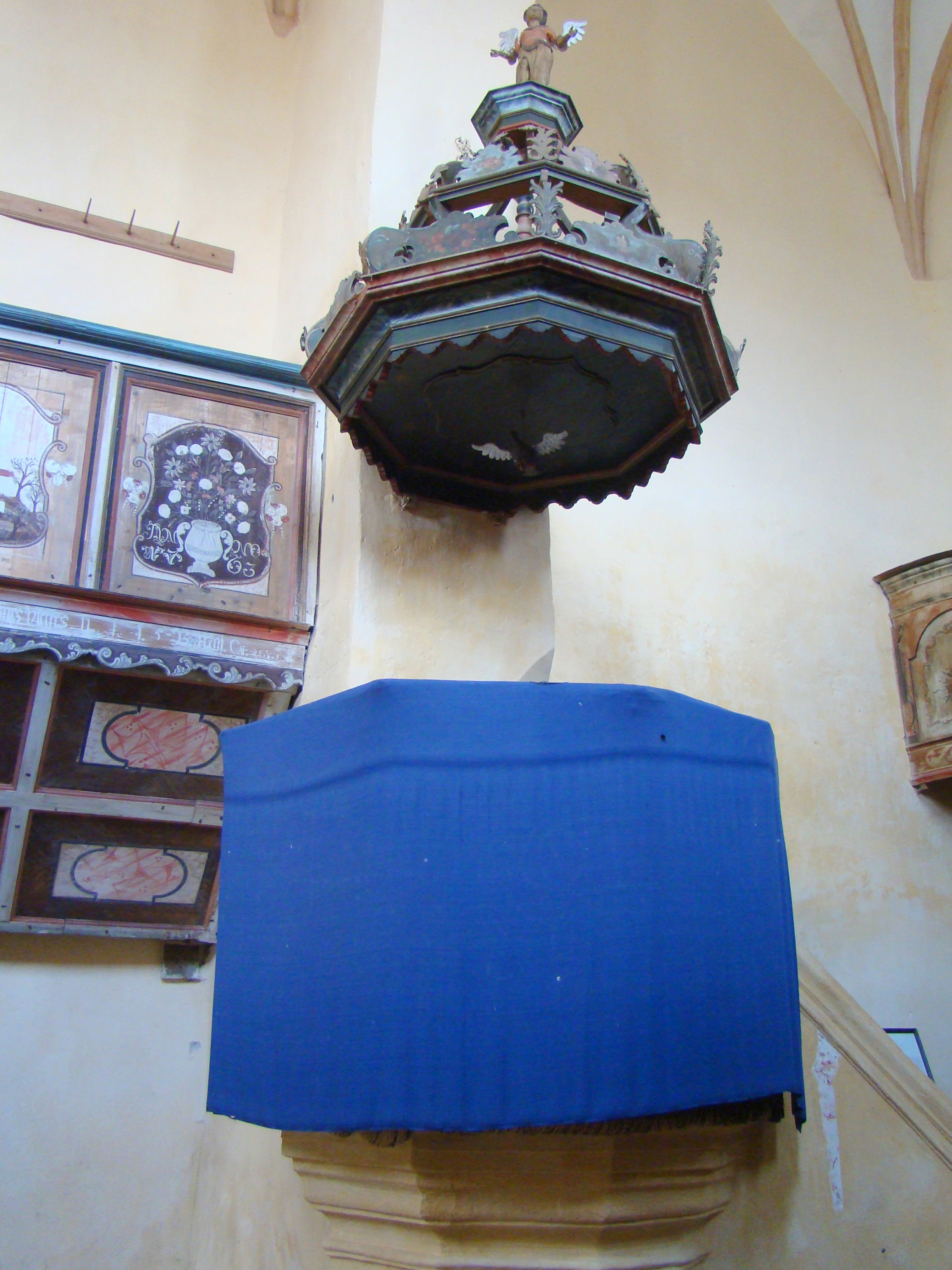
Amvonul

Biserica evanghelică fortificată din Cloașterf, județul Mureș, a fost construită în secolul XVI, pe locul unei bazilici romanice mult mai vechi. Biserica figurează pe lista monumentelor istorice 2010, cod LMI MS-II-a-A-15631 și are următoarele obiective:
- cod LMI MS-II-m-A-15631.01 - Biserica evanghelică fortificată, secolul al XVI-lea, 1521 - 1524;
- cod LMI MS-II-m-A-15631.02 - Incintă fortificată,1500 - 1525;

Ansamblul fortificat al Bisericii evanghelice-luterane se numără printre cele mai omogene din Transilvania, fiind opera coerentă a unei singure perioade de construcție (1521-1524), sub conducerea meșterului Ștefan Ungar din Sighișoara. Biserica are aspectul unui masiv reduit, deasupra navei și corului cu bolți în rețea înălțându-se un etaj fortificat, prevăzut cu ferestre de tragere și guri de aruncare. Incintă patrulateră, cu turnuri de colț în plan pătrat, cu acoperiș în pupitru.

## Localitatea
Cloașterf, mai demult Cloaștărf, Cloasterz, Micloșa, Miclești  (în dialectul săsesc Klosderf, Kluisderf, Klîsderf, Klîstref, Kliusderf, în germană Klosdorf, Klossdorf, Nickelsdorf, în maghiară Miklóstelke) este un sat în comuna Saschiz din județul Mureș, Transilvania, România. În evul mediu a fost posesiune a Mănăstirii Cârța.
Mica așezare din estul Transilvaniei, Cloașterf, a dat naștere multor legende. Aproape de sat se află ruinele unui castel cunoscut localnicilor sub numele de „Castelul Maimuțelor”. Se spune că o comoară de mare valoare s-ar afla ascunsă în spatele unei uși de fier invizibile, aflată pe dealul castelului. Din când în când ușa apare de nicăieri, însă ea poate fi descuiată doar cu mătrăgună, o plantă magică.

## Biserica
După ce vechea biserică gotică a fost distrusă, s-a construit între 1521 și 1524 edificiul actual. Atât biserica, cât și zidul poligonal de incintă, cu turnuri de apărare la fiecare dintre cele patru colțuri, s-a păstrat în stare destul de bună până astăzi. Turnul de sud a fost înlocuit în anul 1819 cu clopotnița actuală. Biserica sală cu cor poligonal a fost încă din momentul construcției prevăzută cu cat de apărare, dotat cu guri de aruncare între contraforturi.
Panourile tribunei din secolul al XVIII-lea, ce mobilează interiorul bisericii pe trei laturi, sunt decorate cu motive florale și picturi reprezentând diferite biserici fortificate. Orga de deasupra altarului a fost montată în 1832 pe structura vechiului altar din 1716. În spatele acestuia s-a păstrat una dintre cele mai vechi inscripții transilvănene: 1524 este anul în care s-au finalizat lucrările de construcție ale bisericii.

## Imagini din exterior

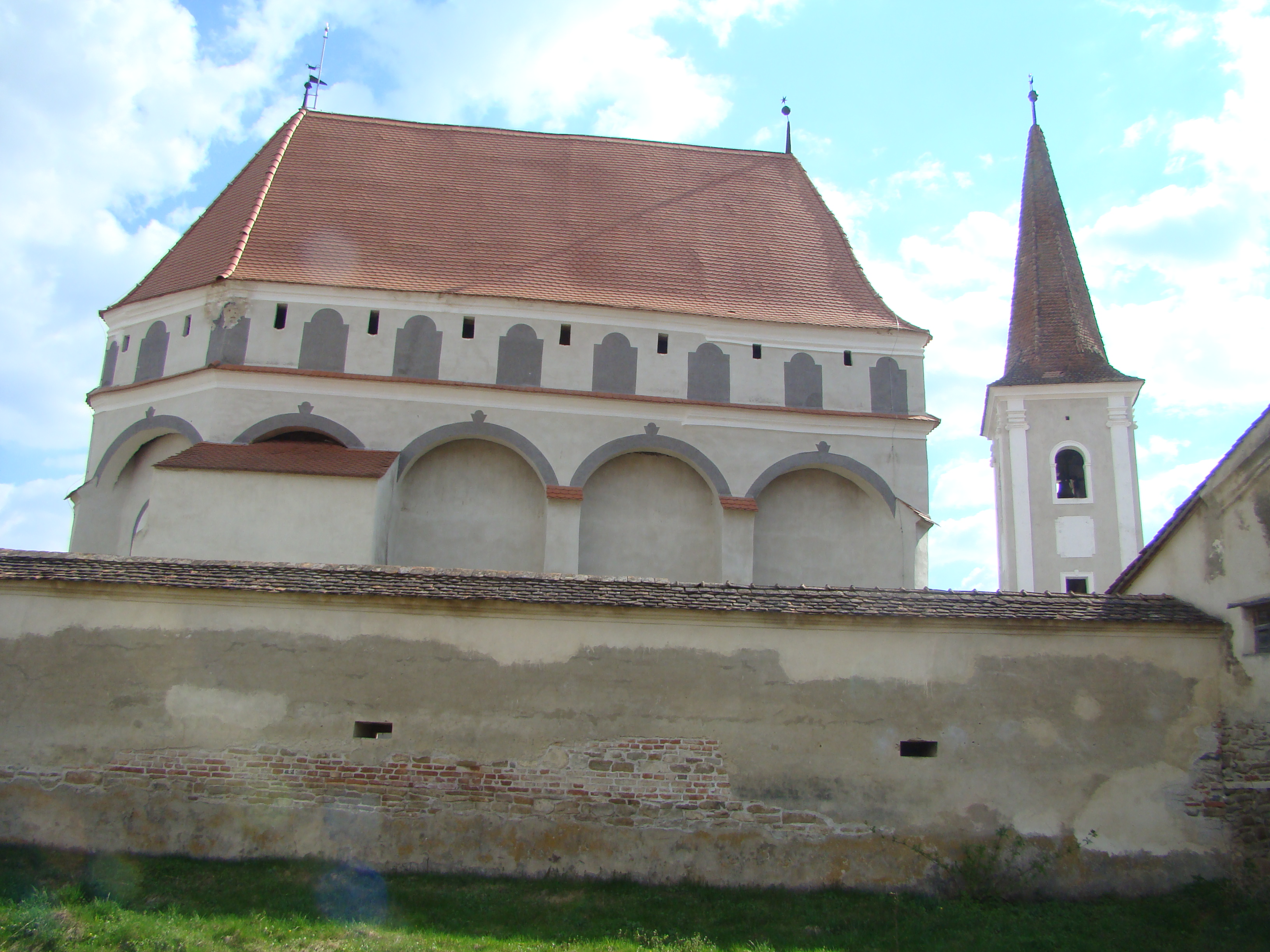
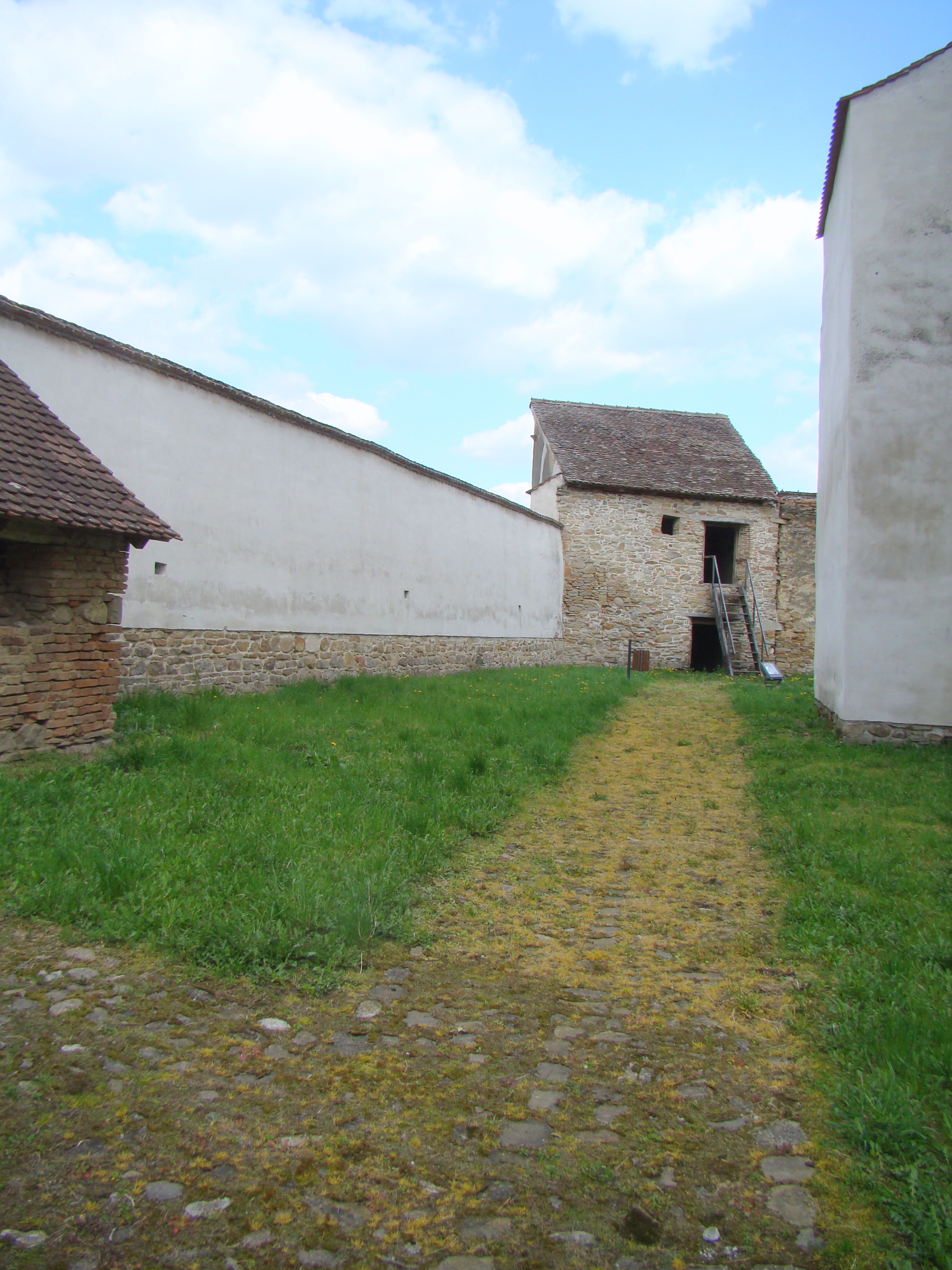
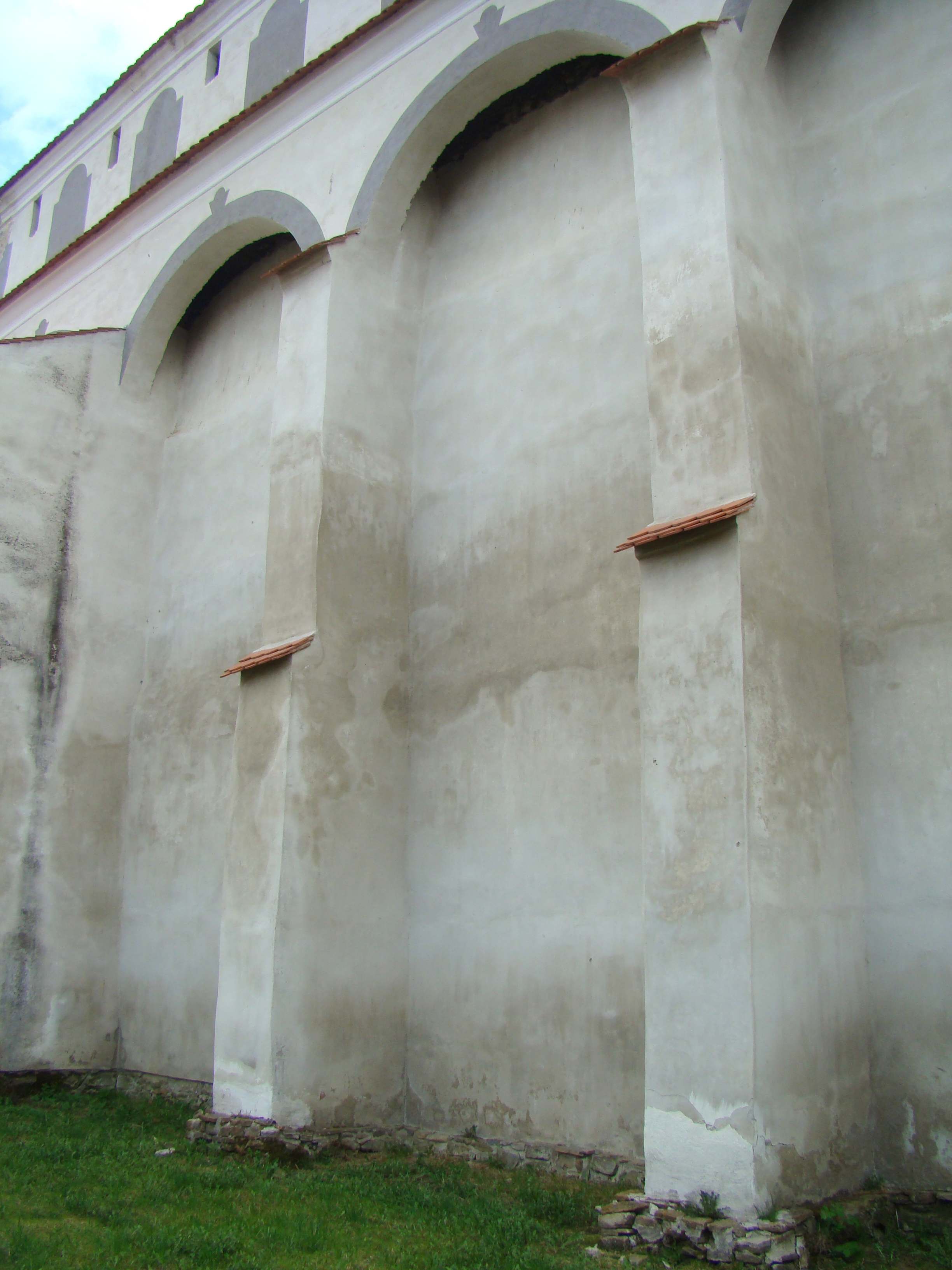
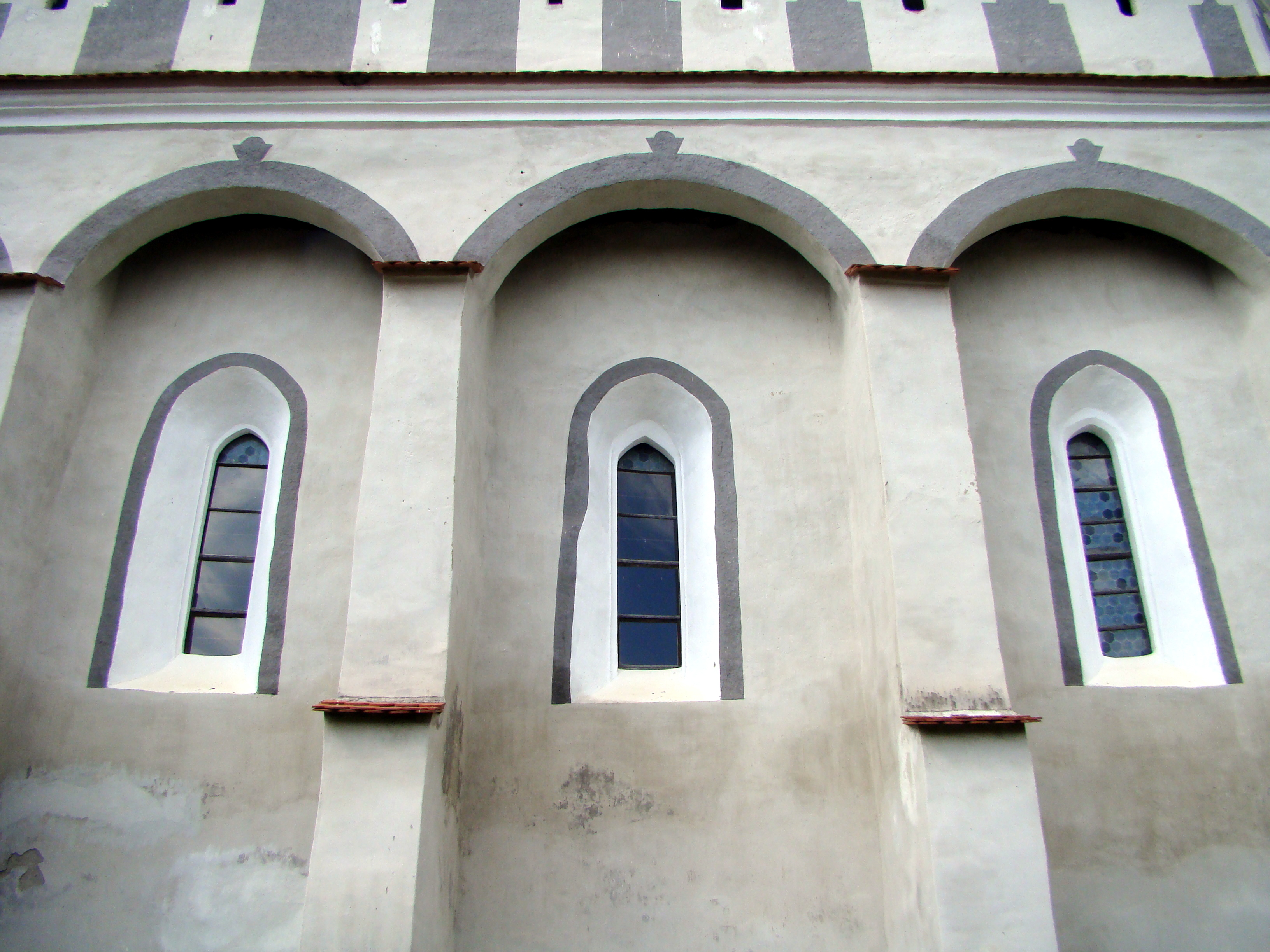
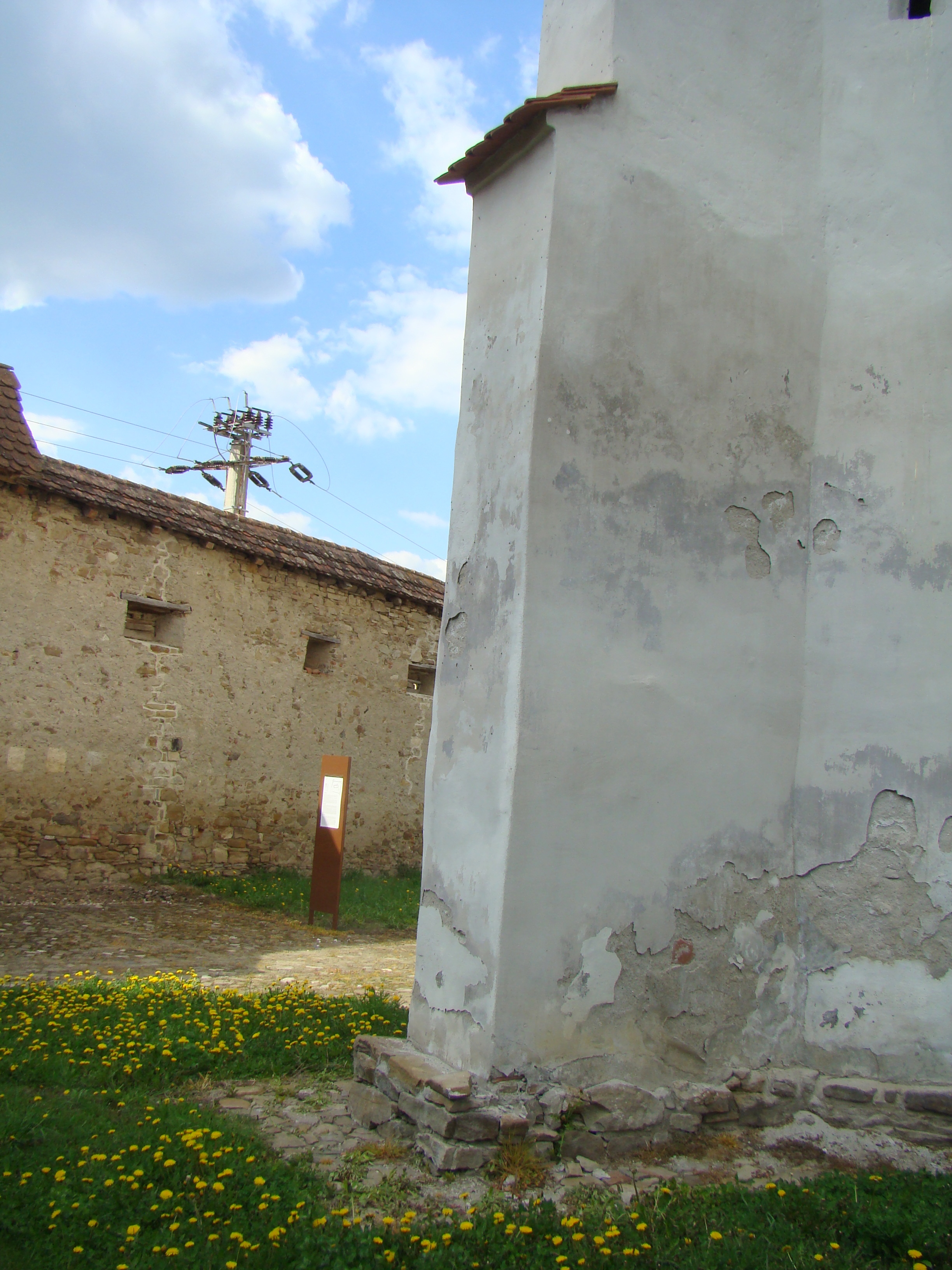
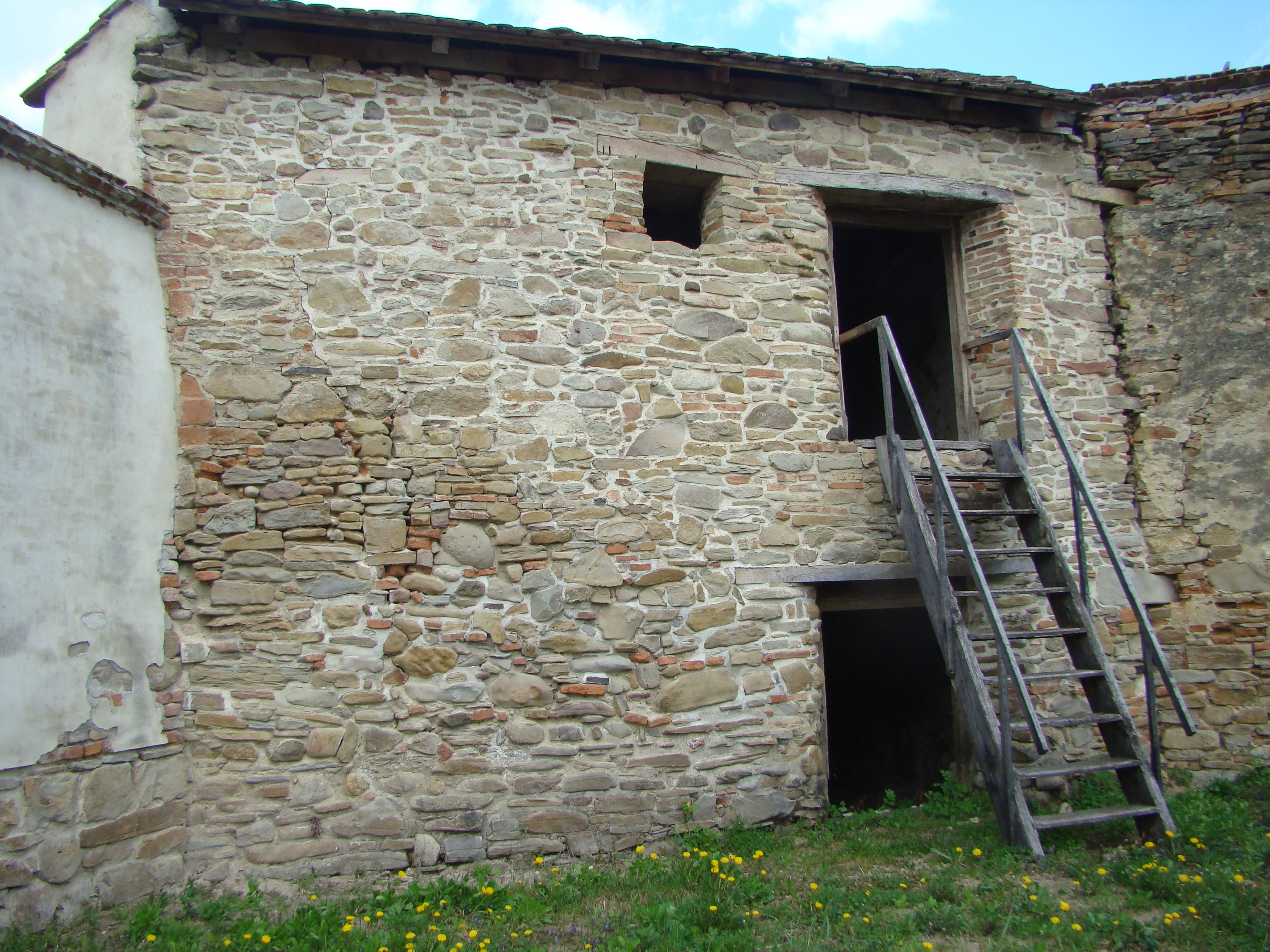
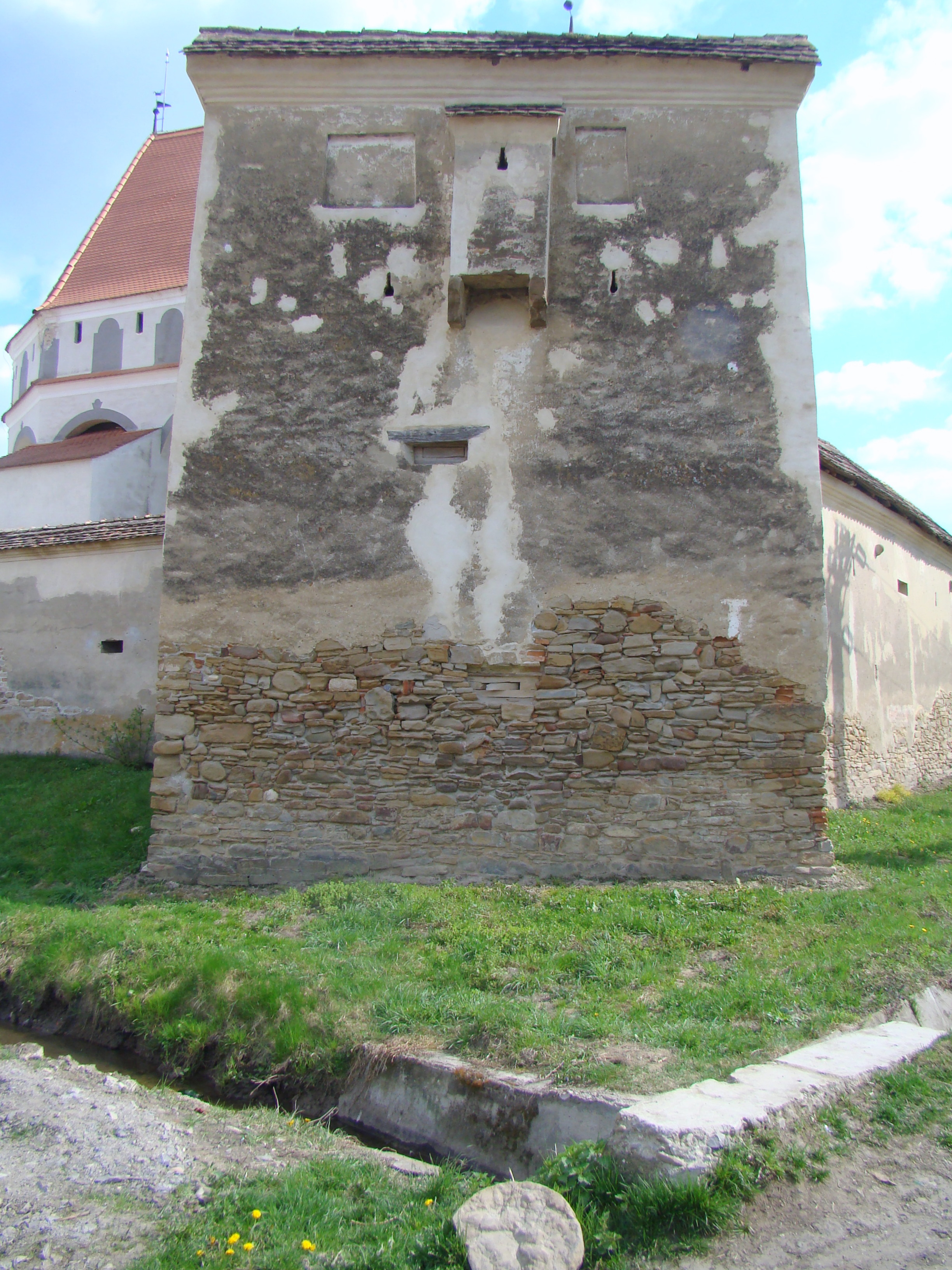
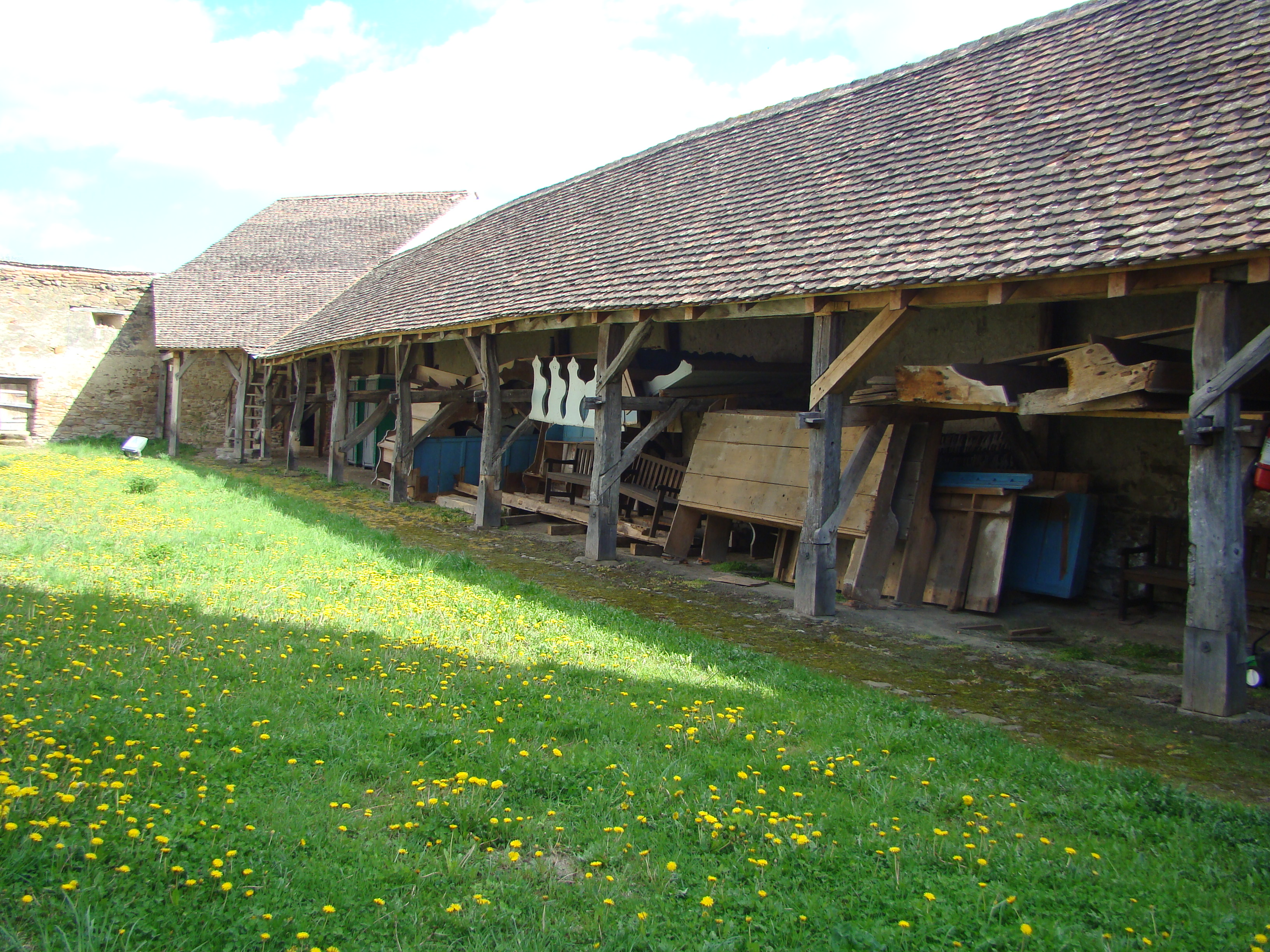
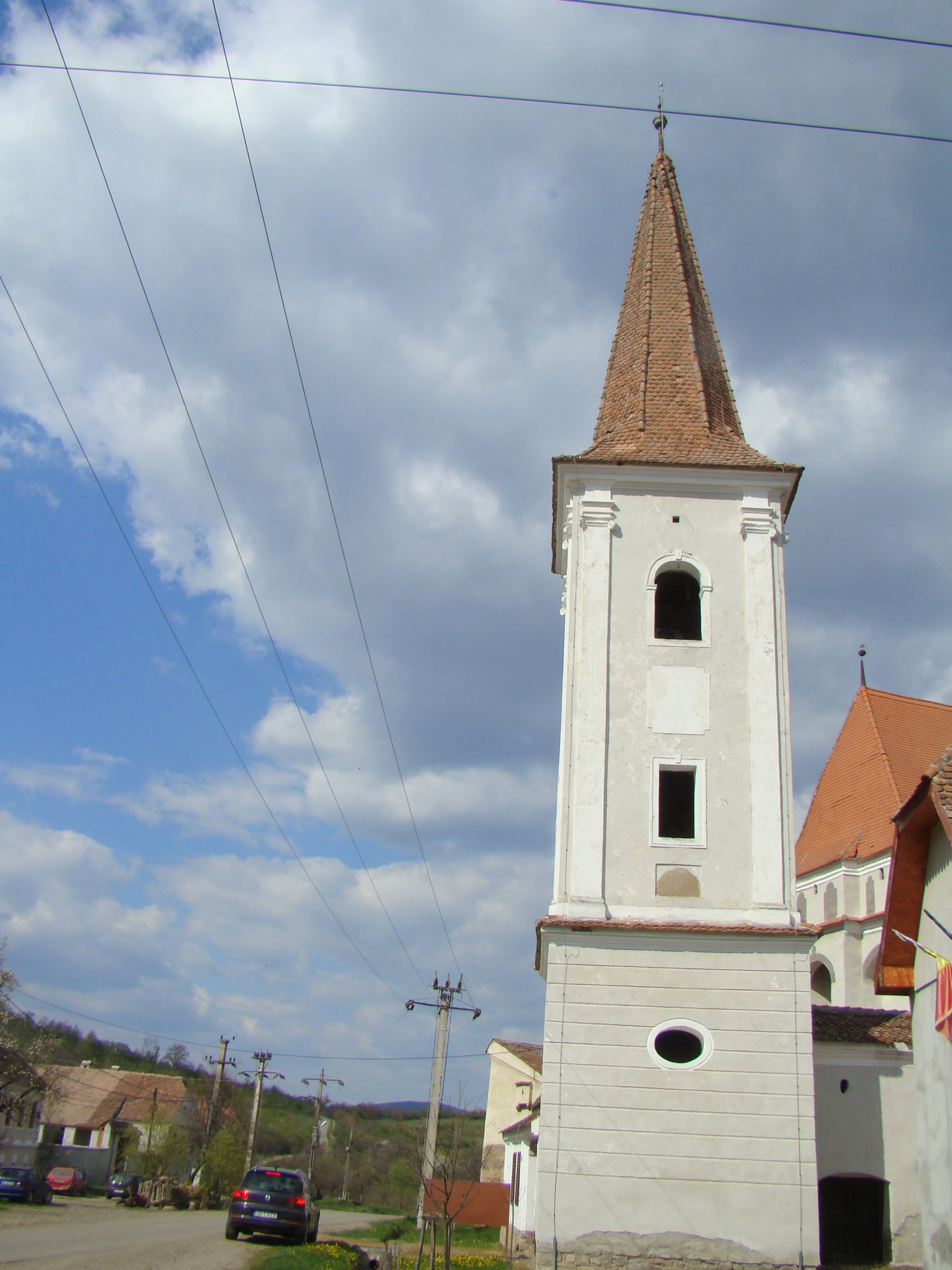
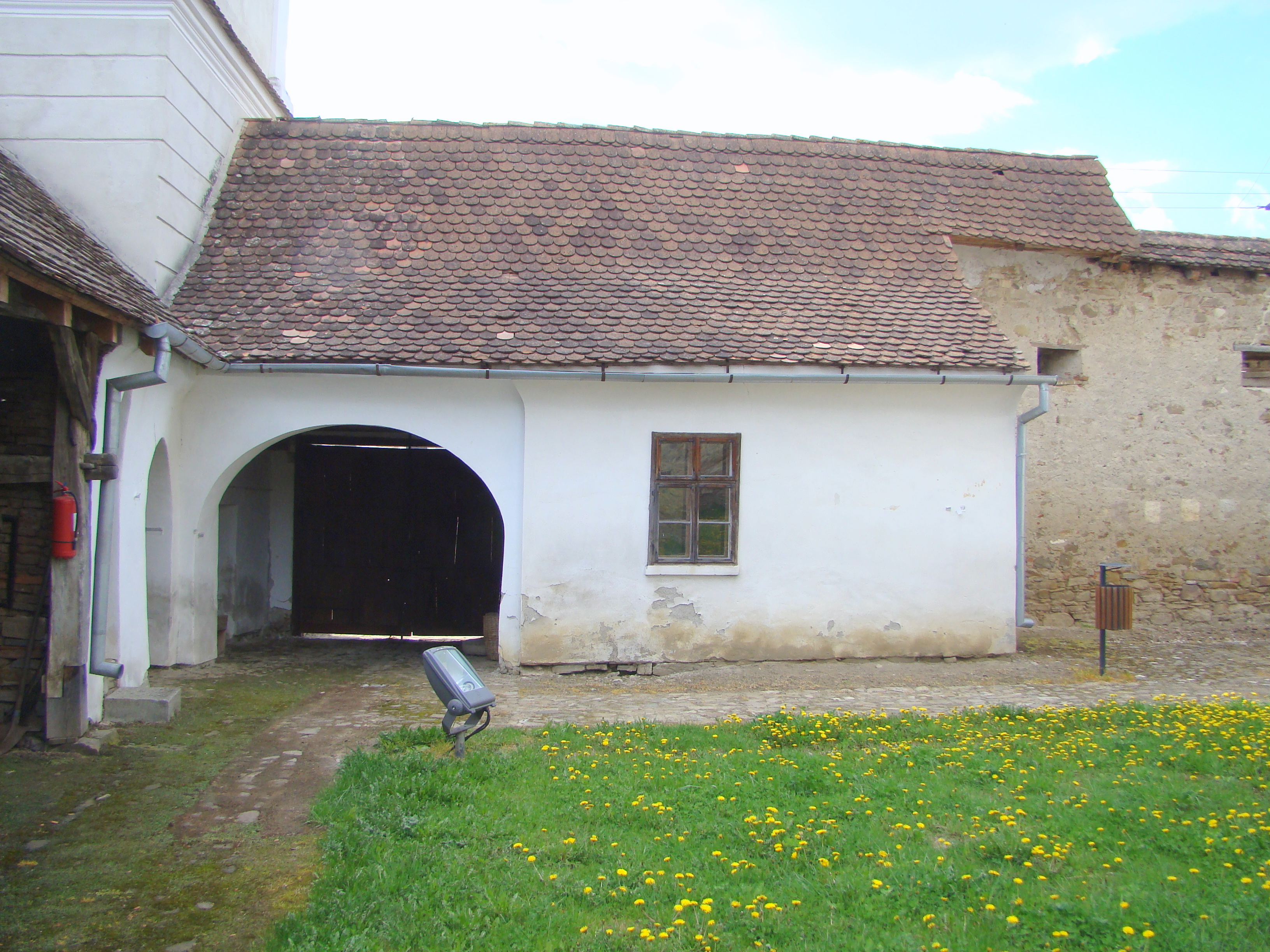
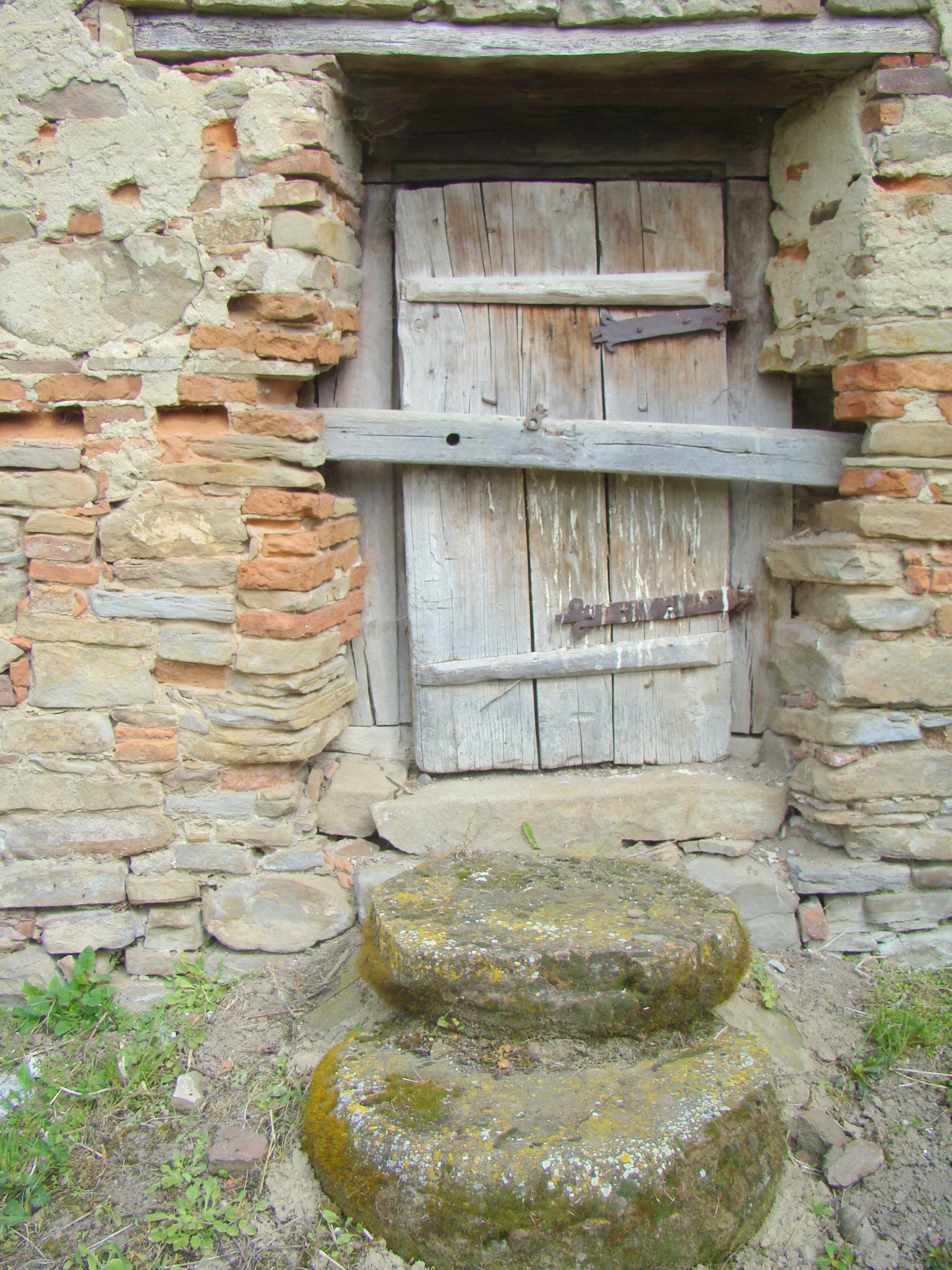
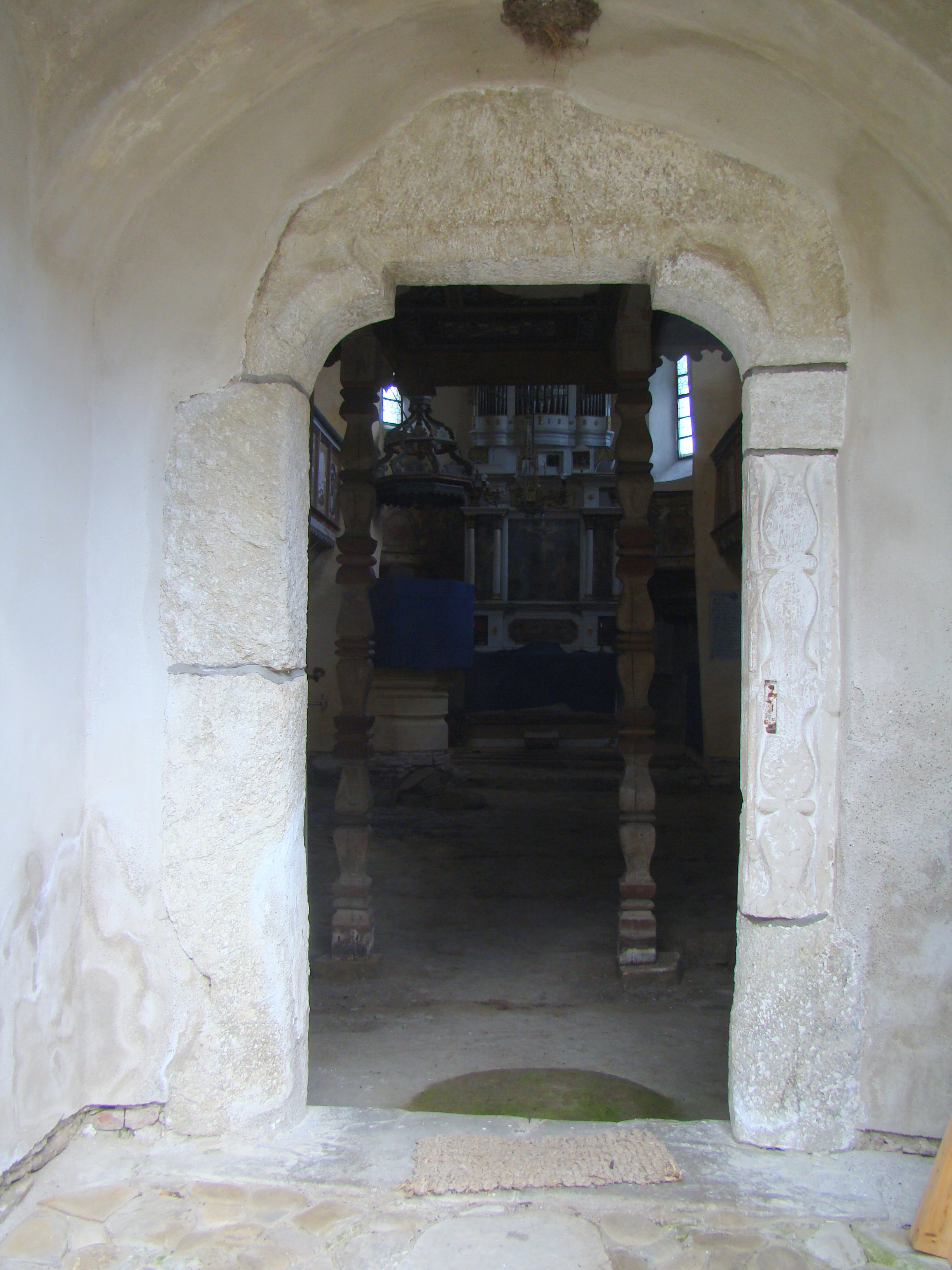
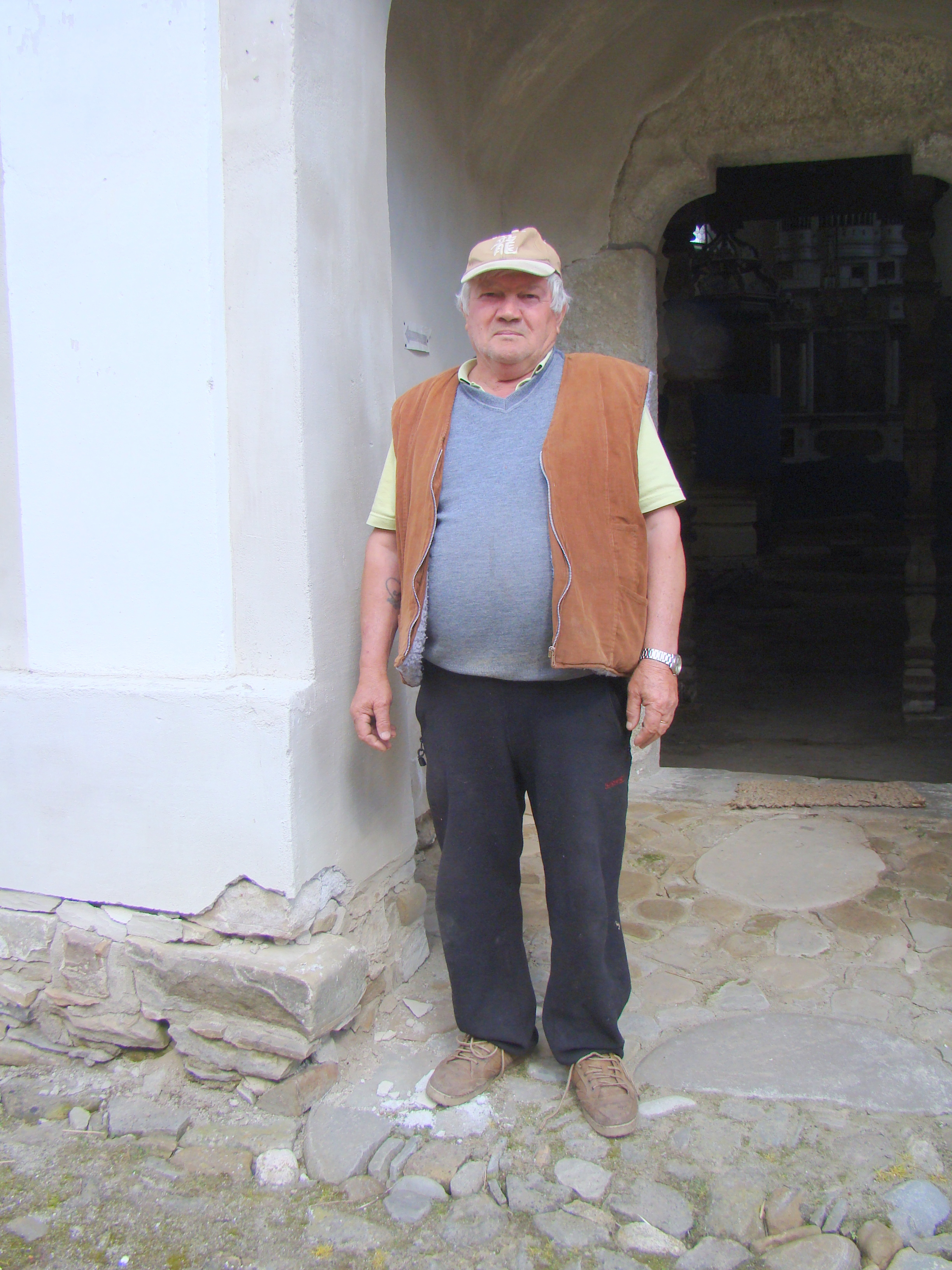
Curatorul bisericii fortificate din Cloașterf: Chercheş Aurel
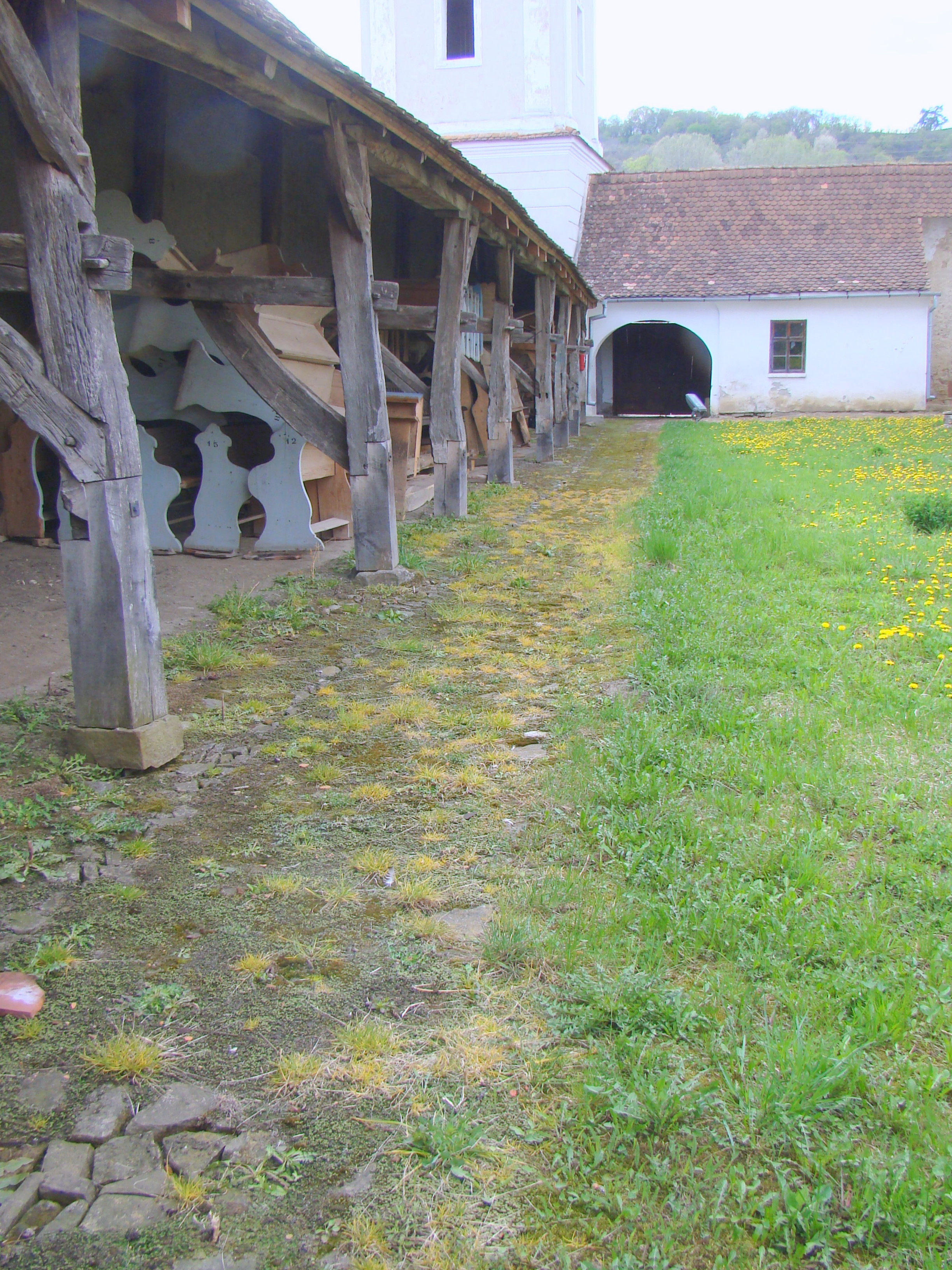
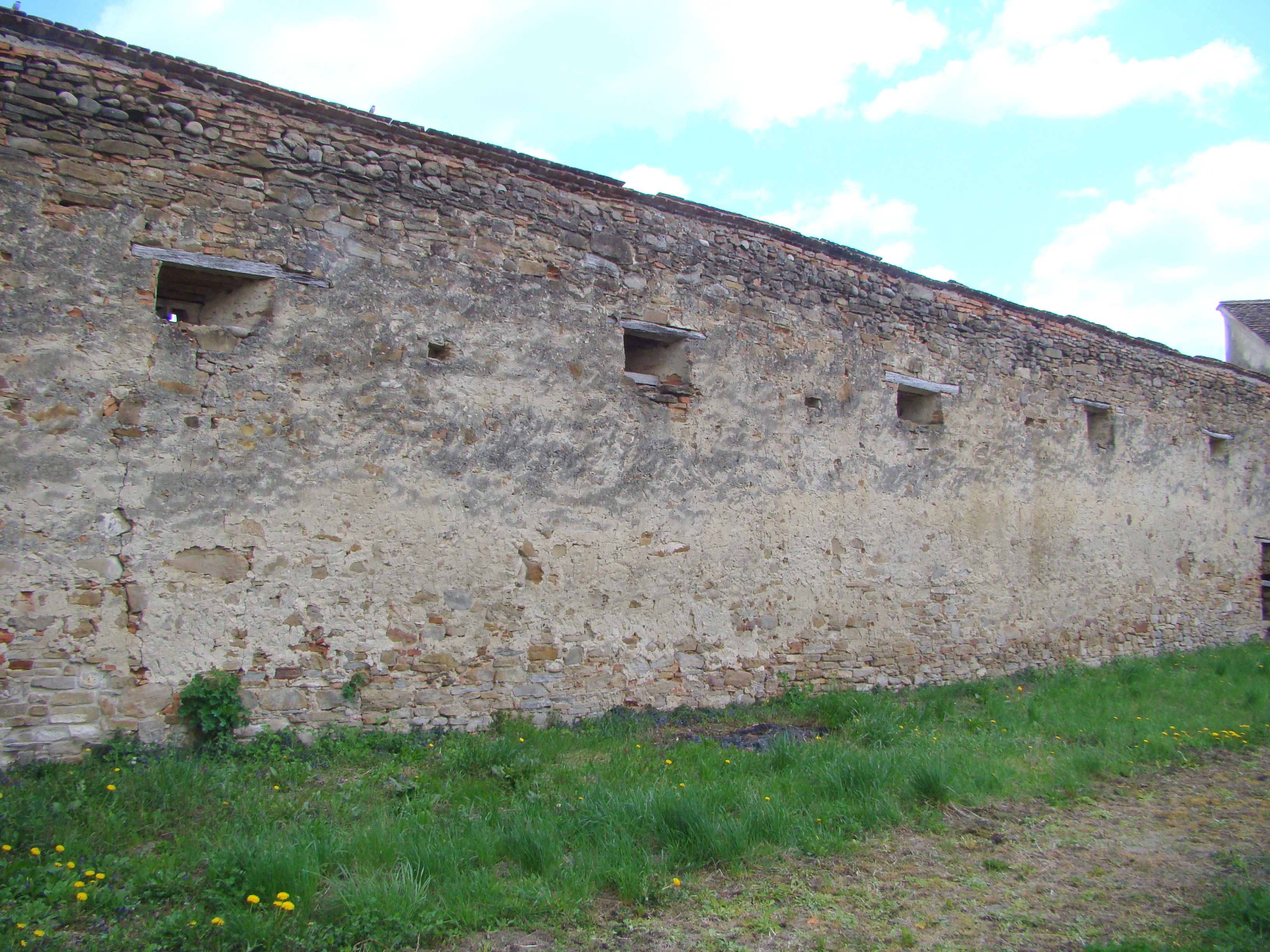
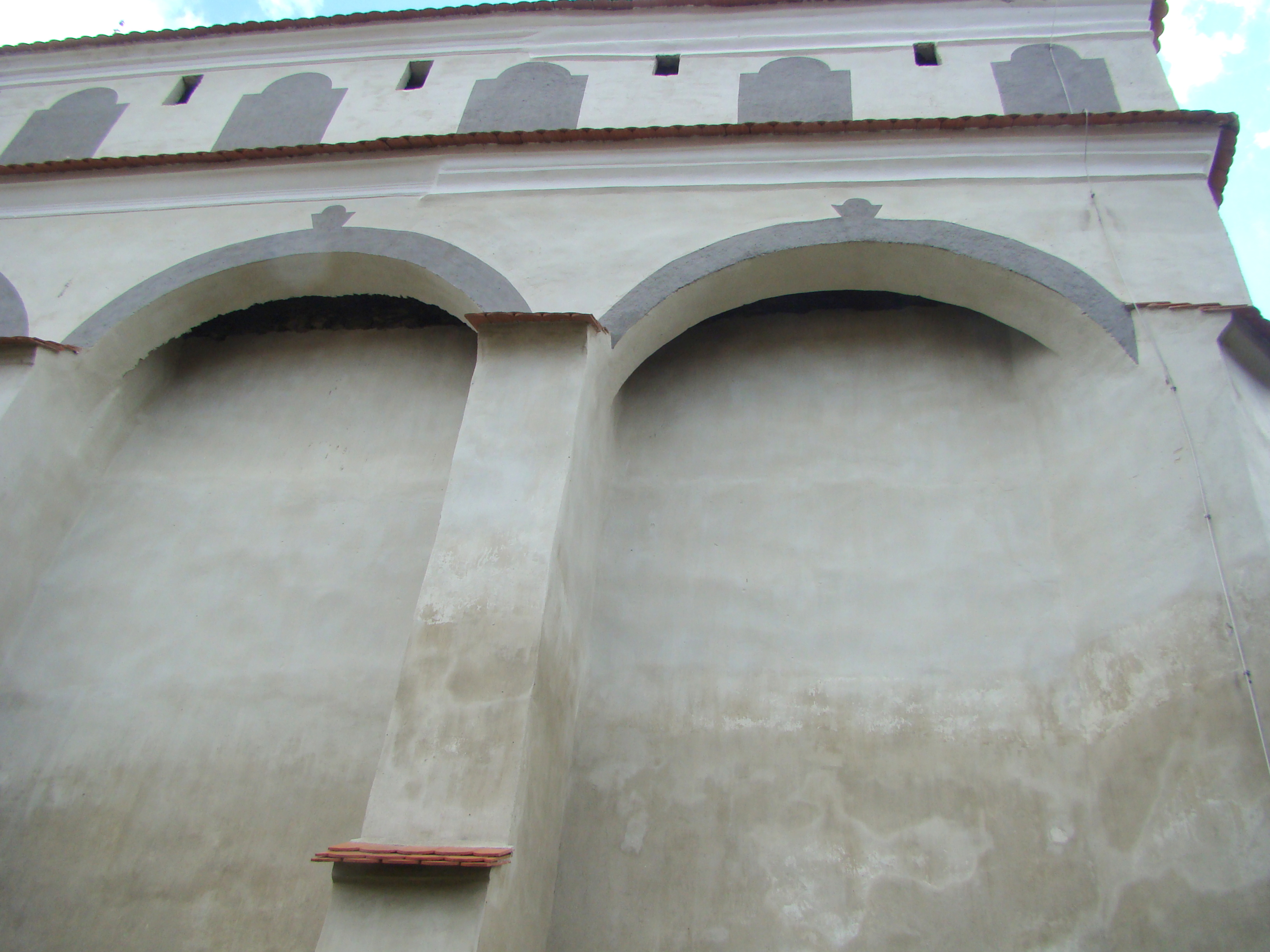
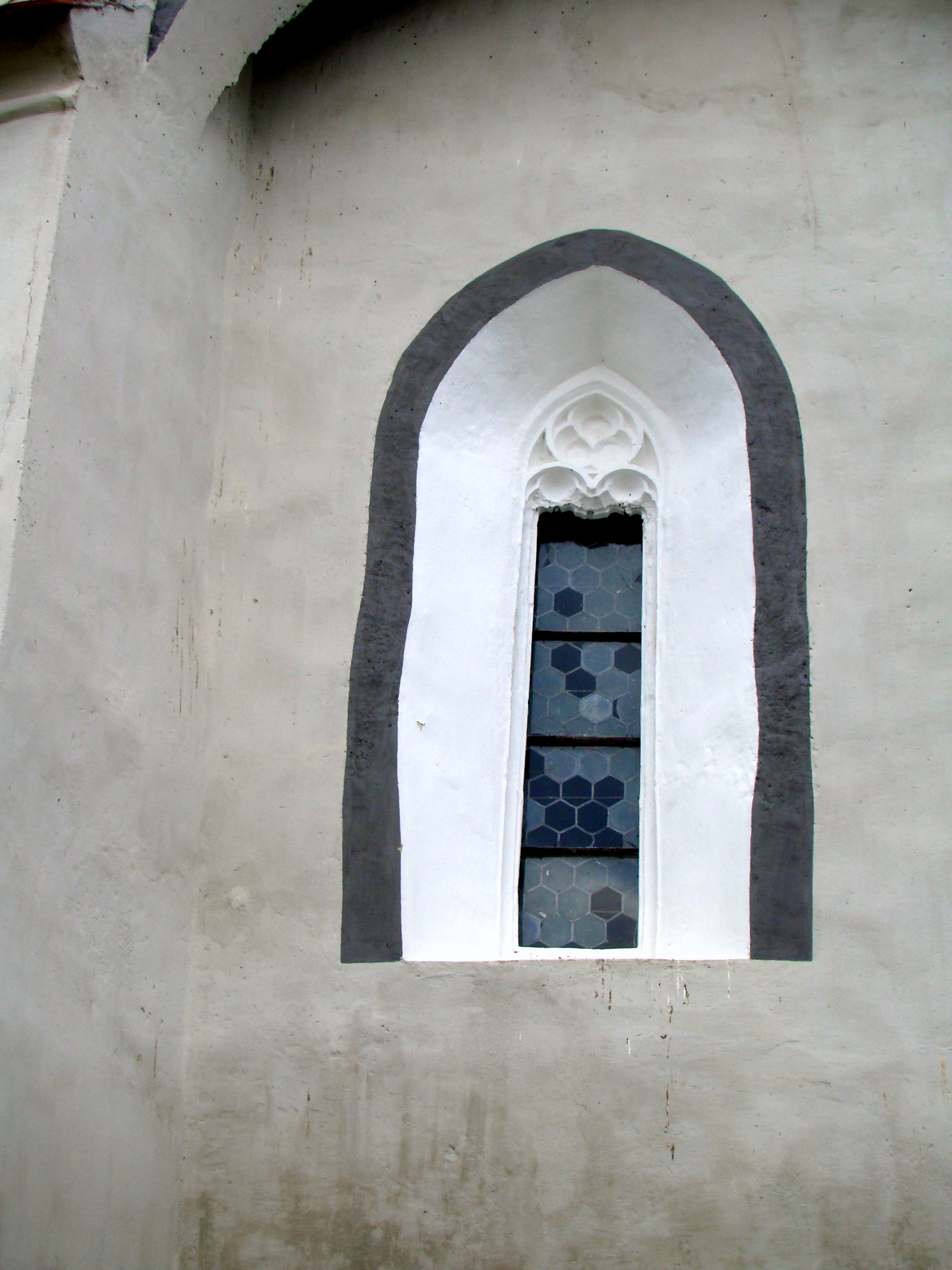
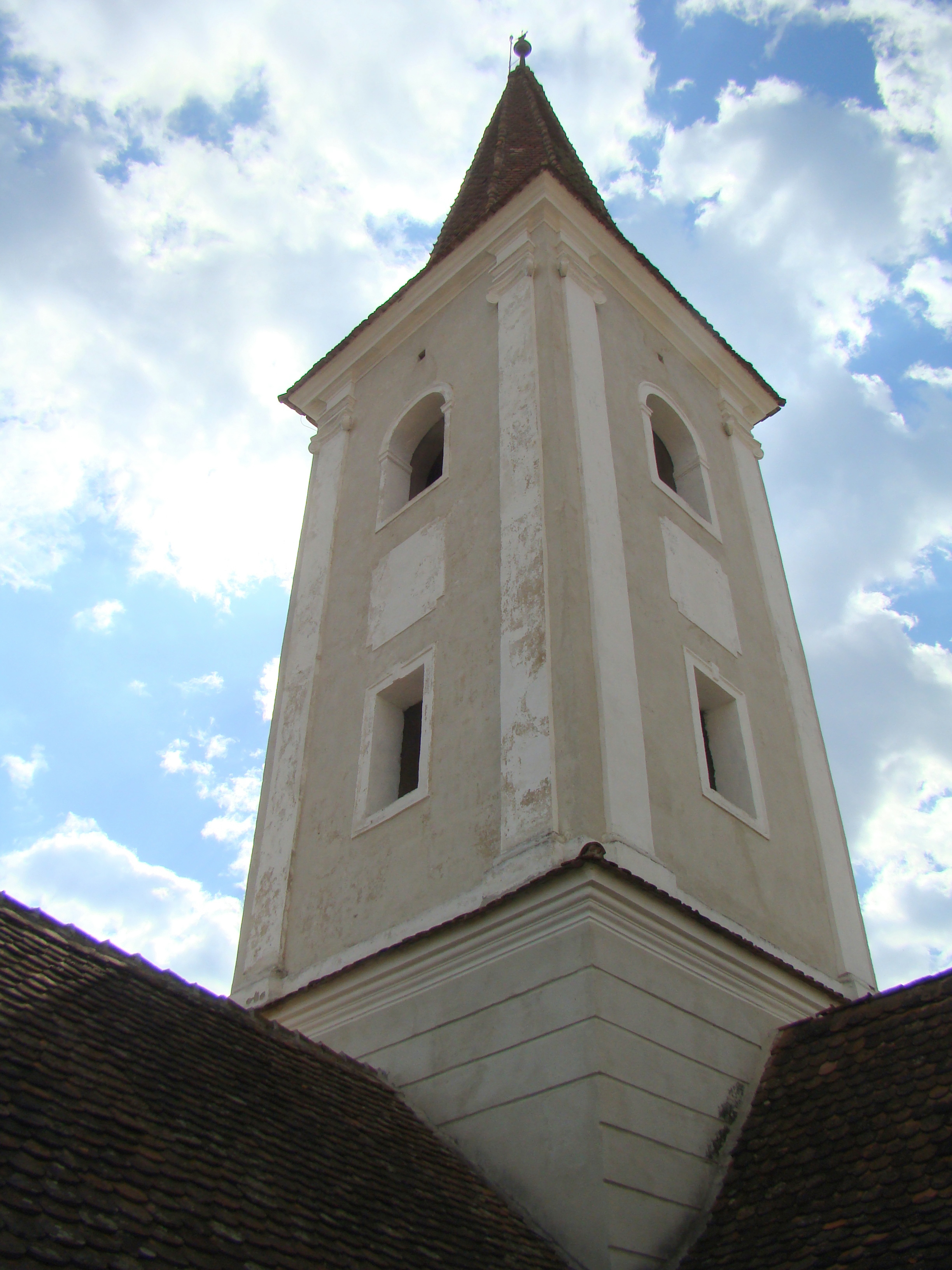
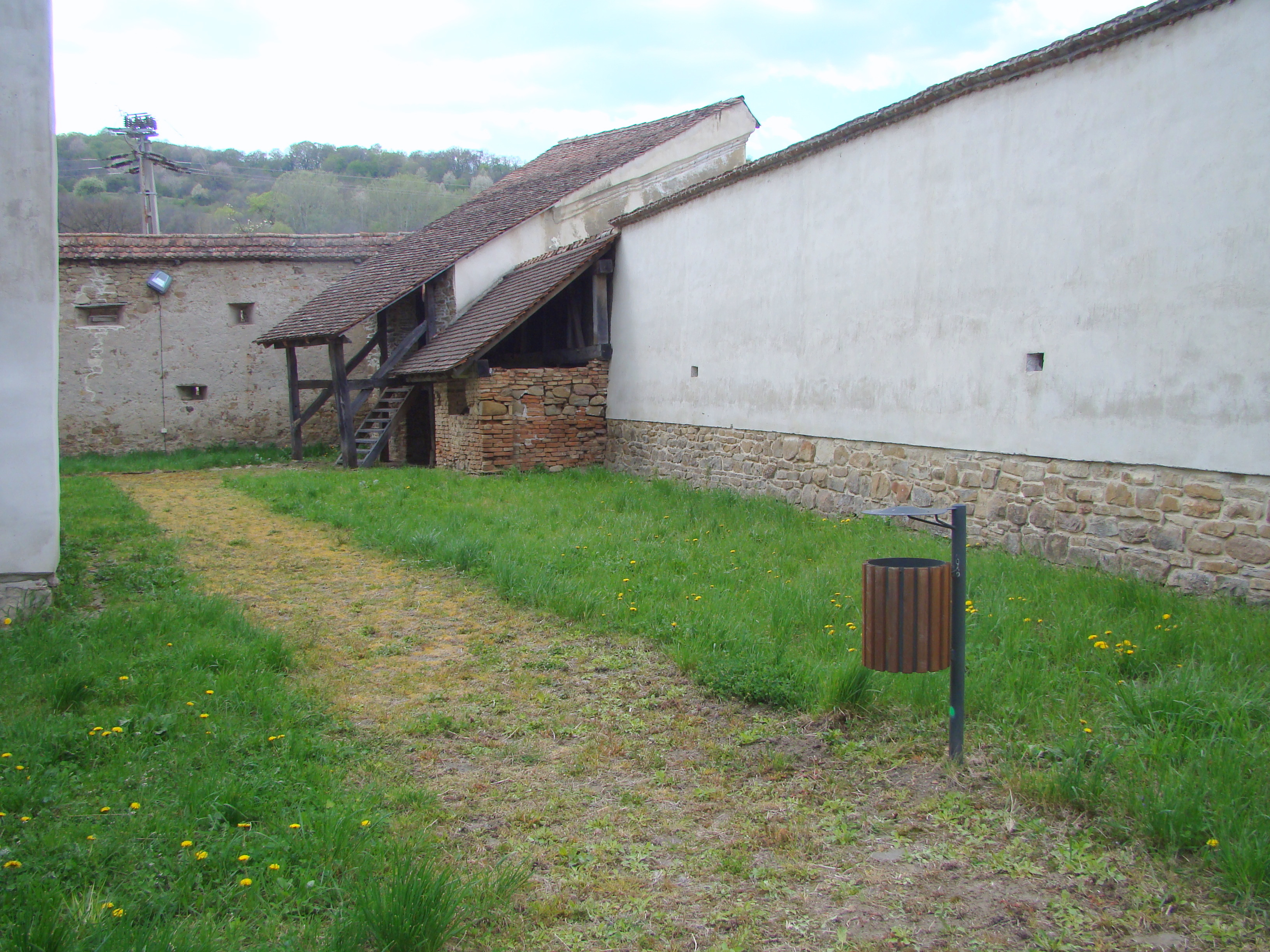
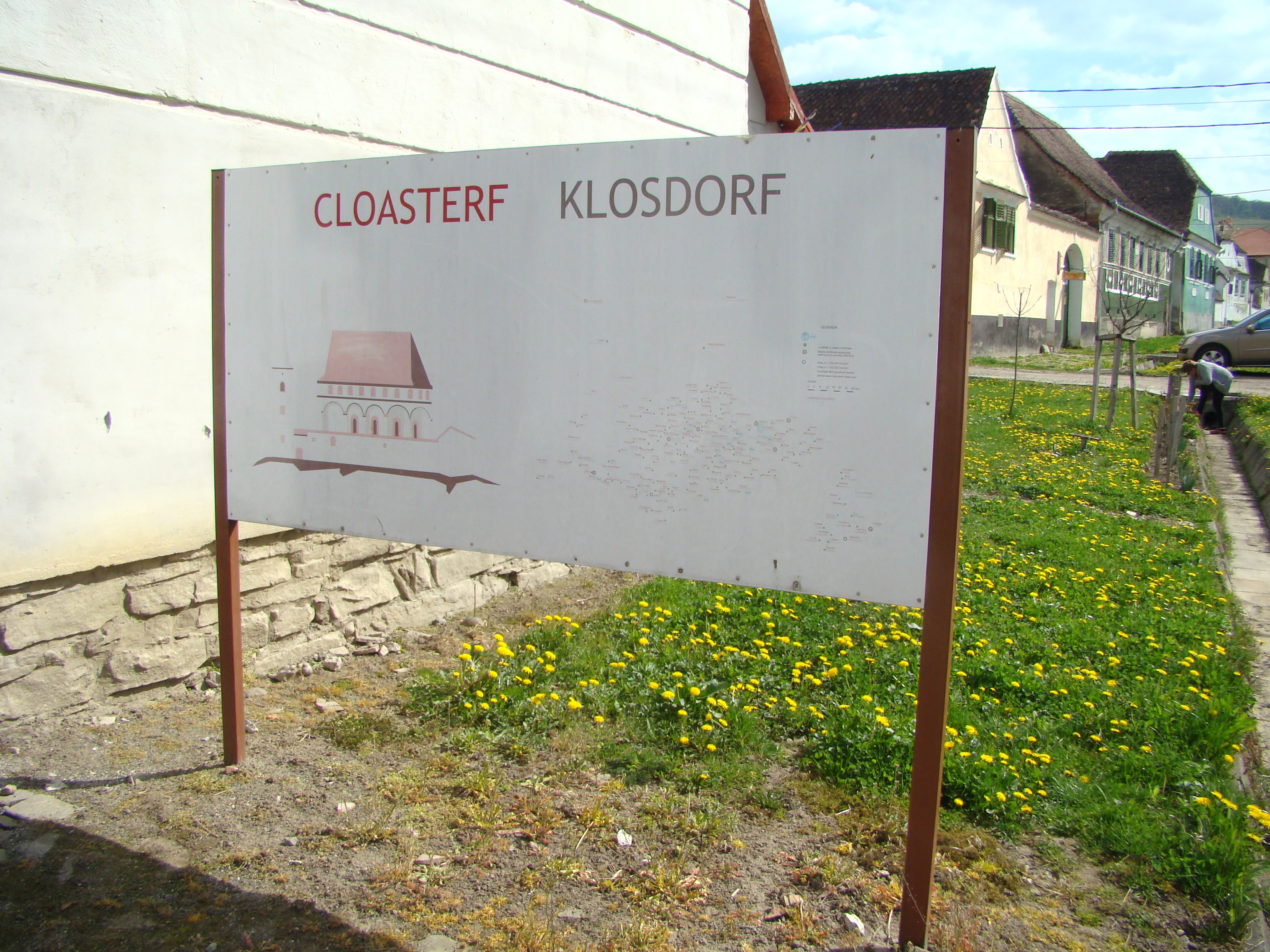

## Imagini din interior

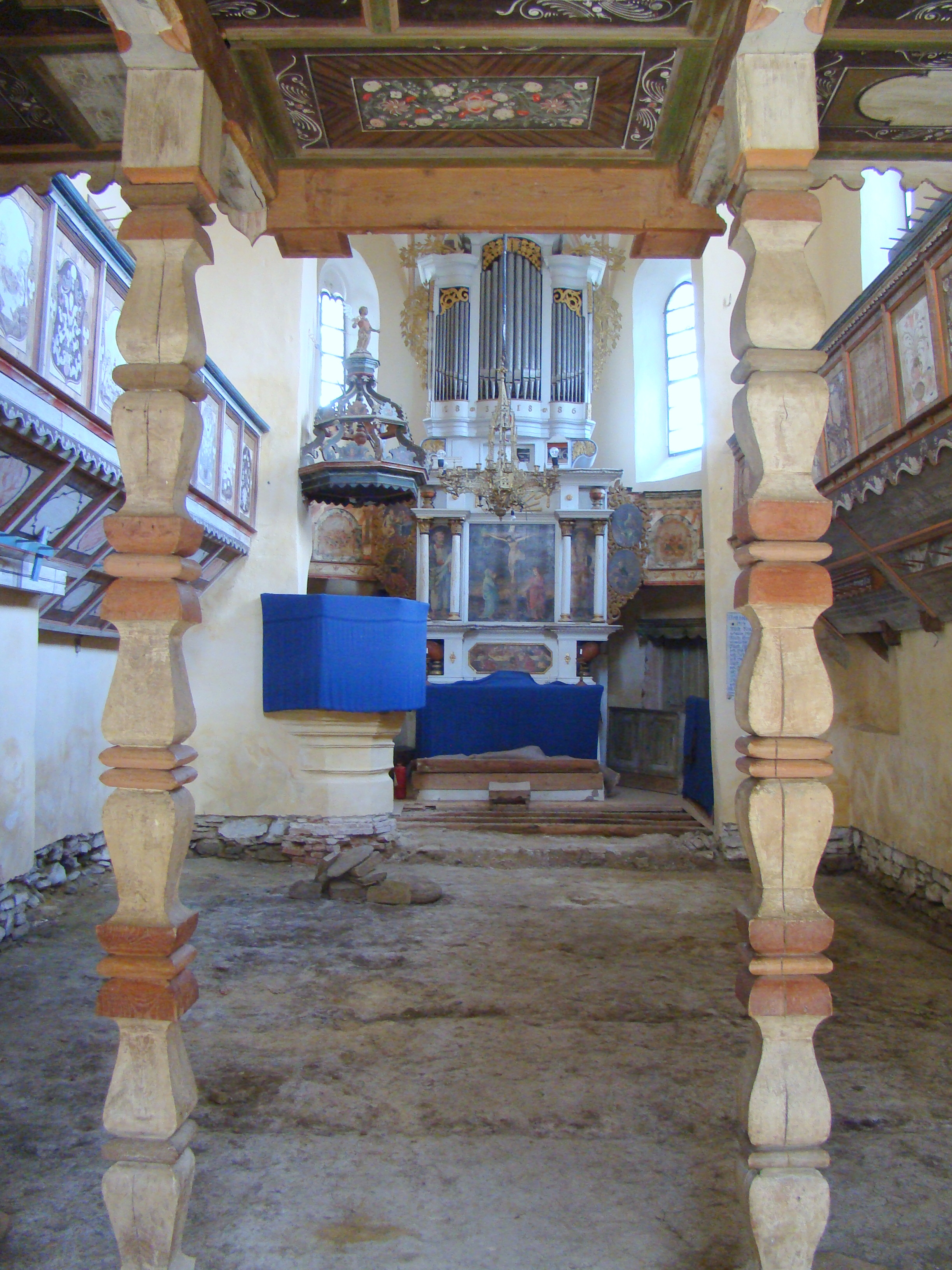
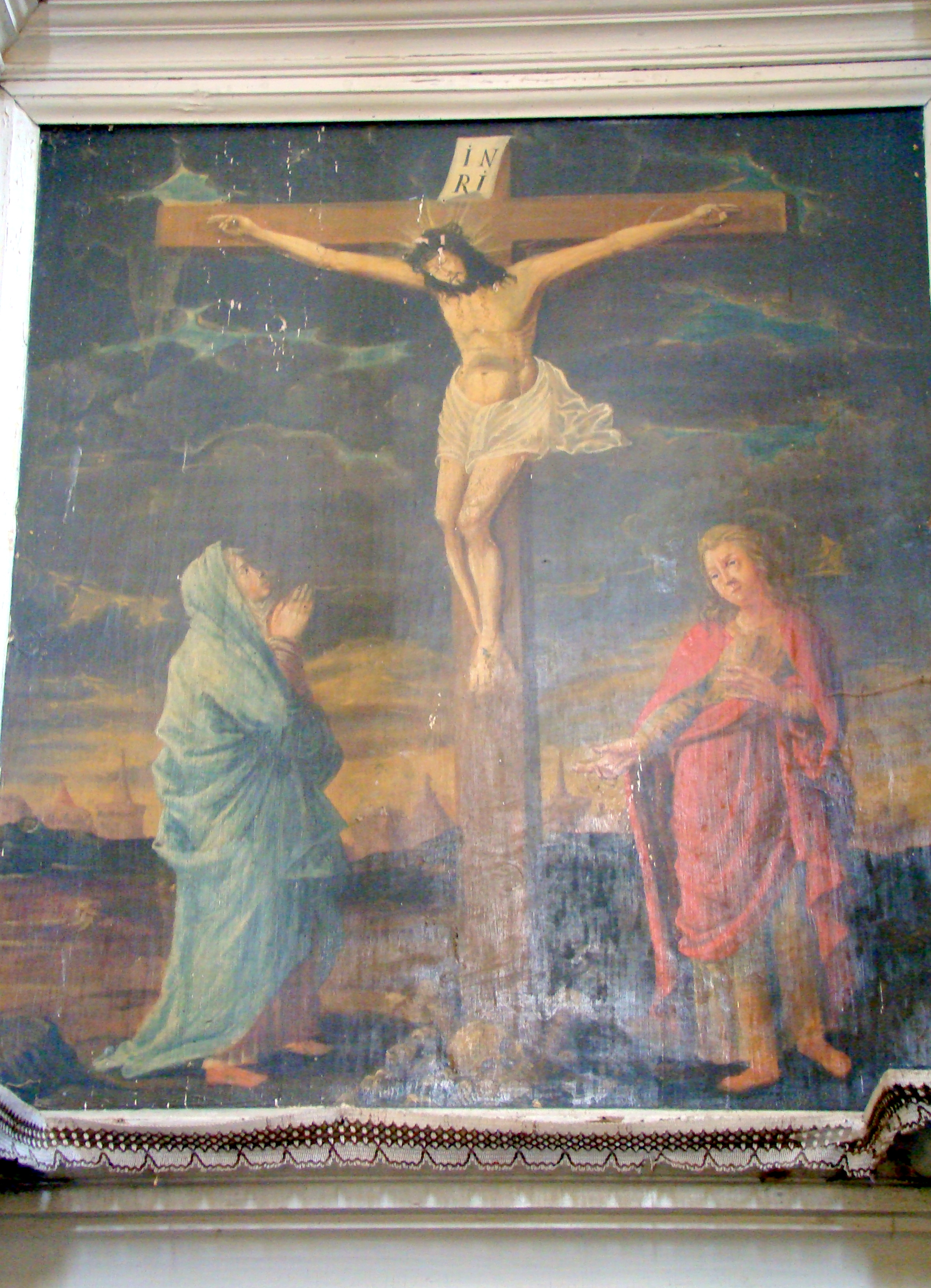
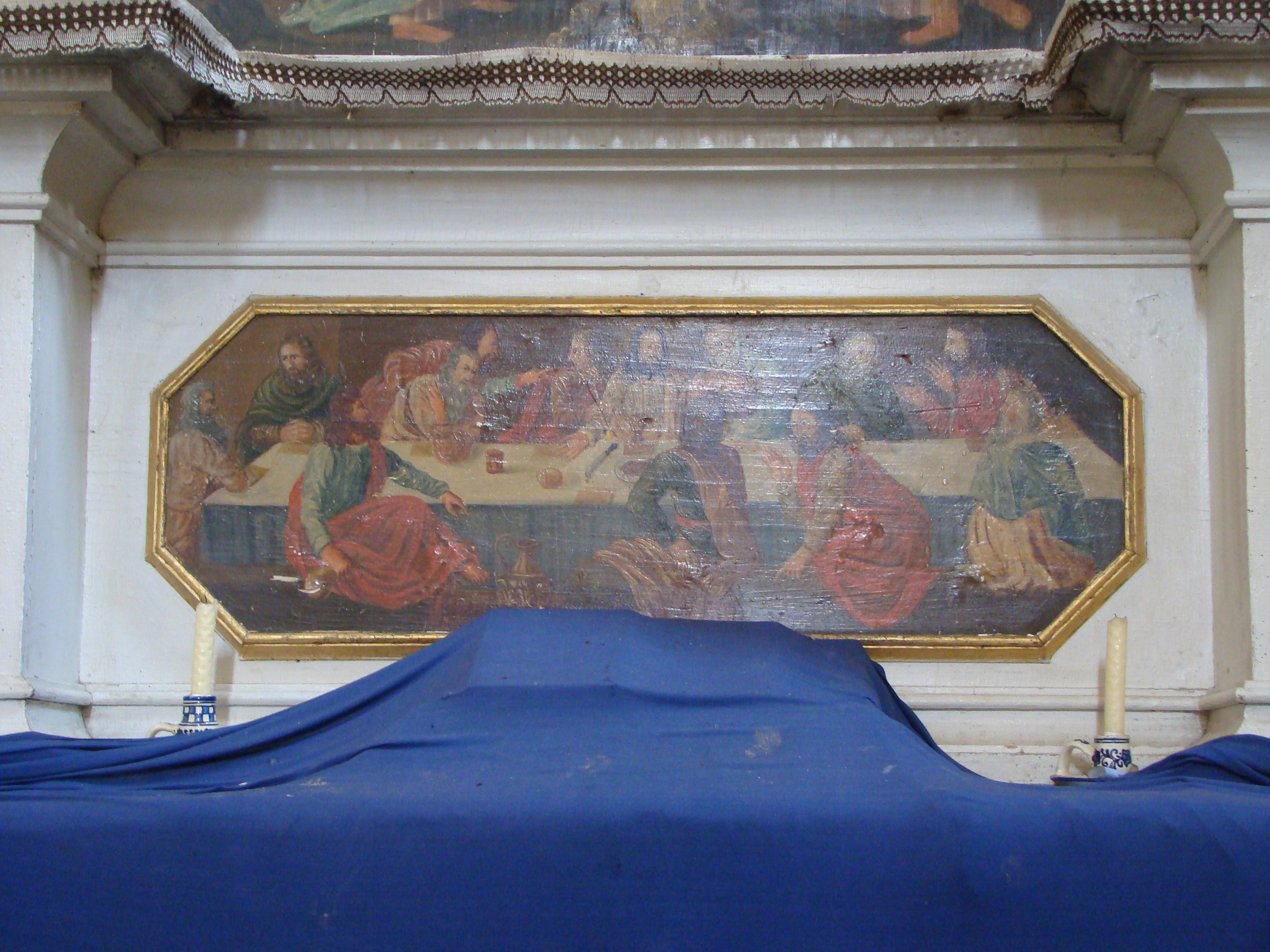
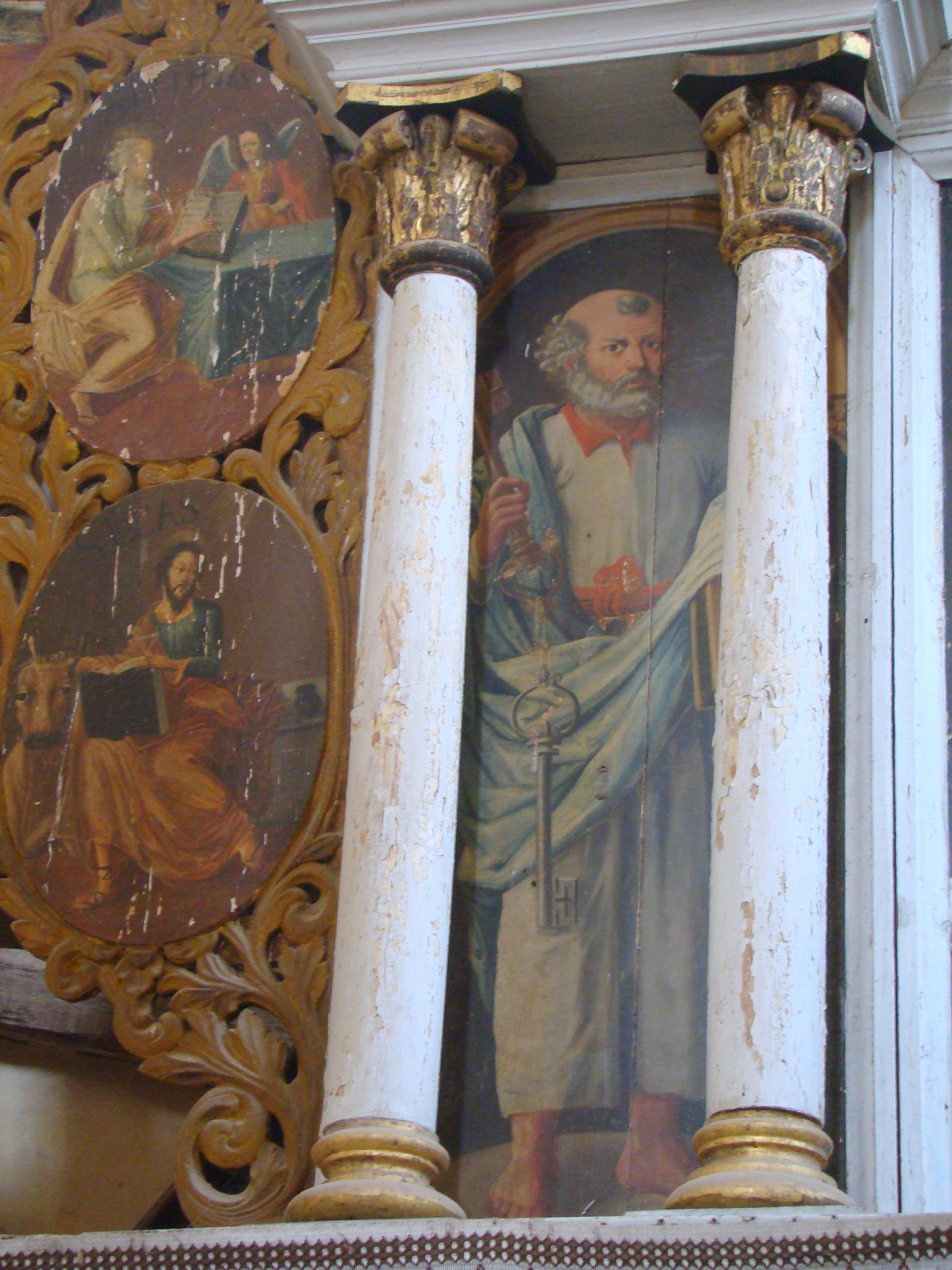
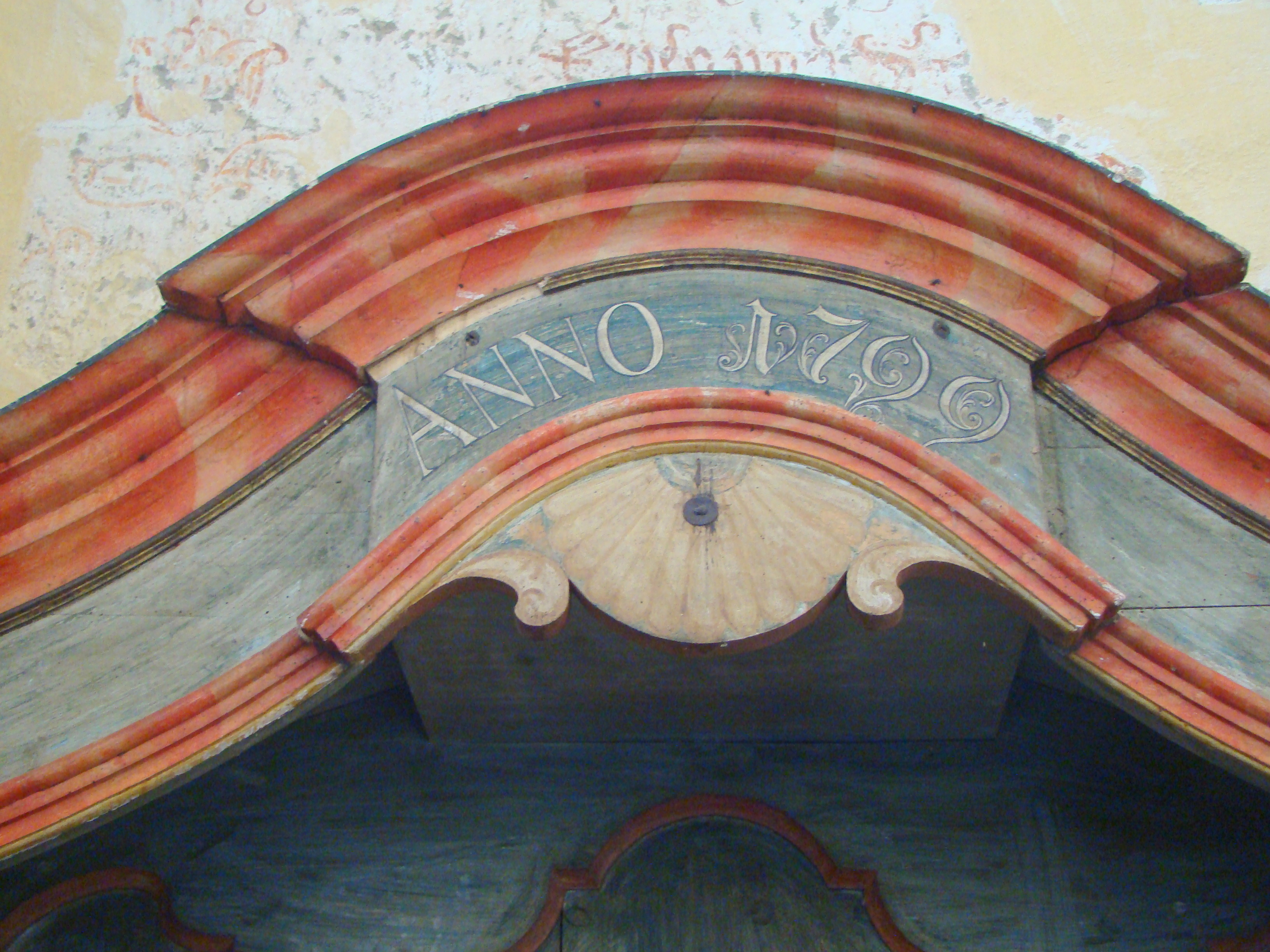
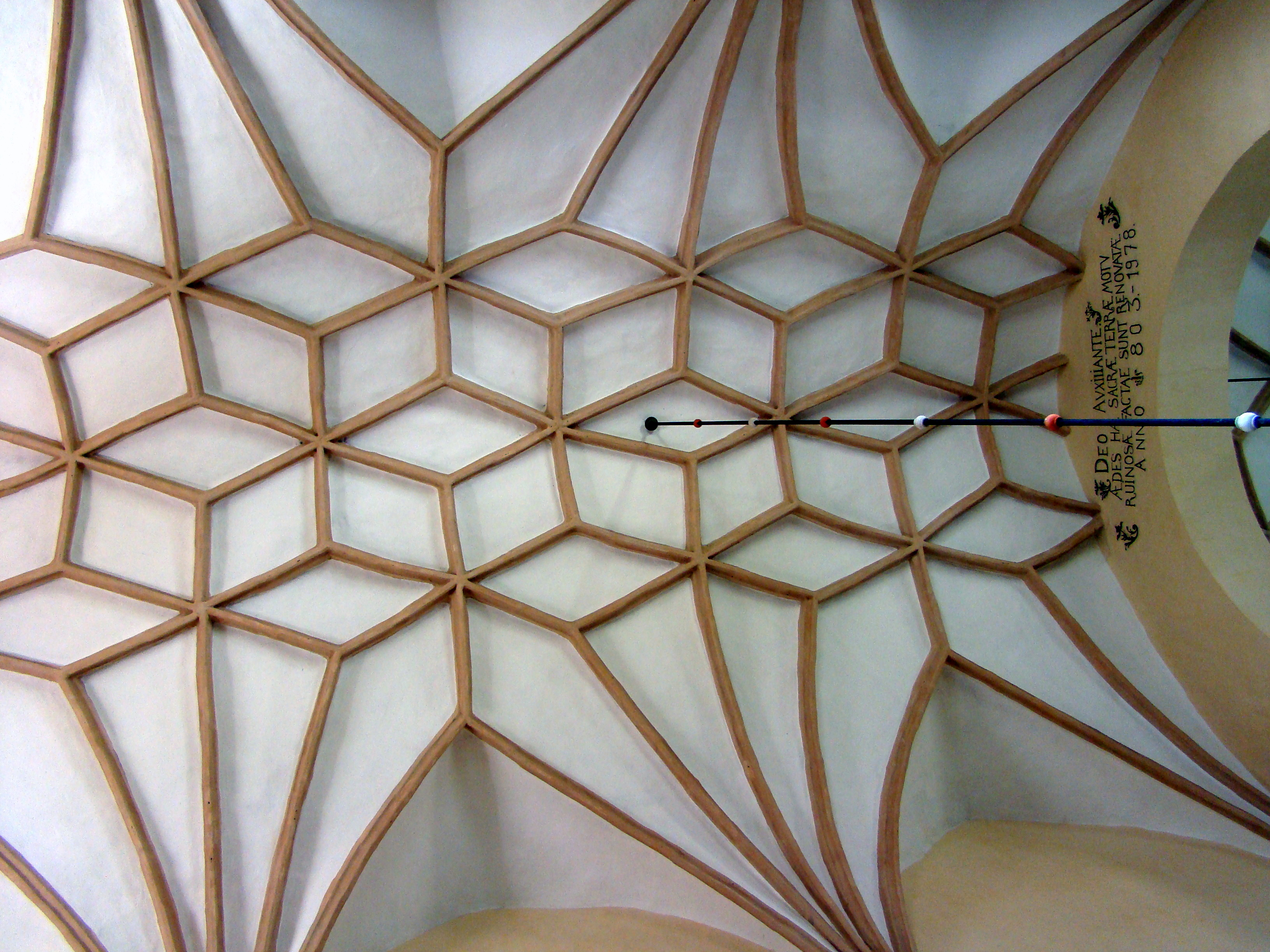
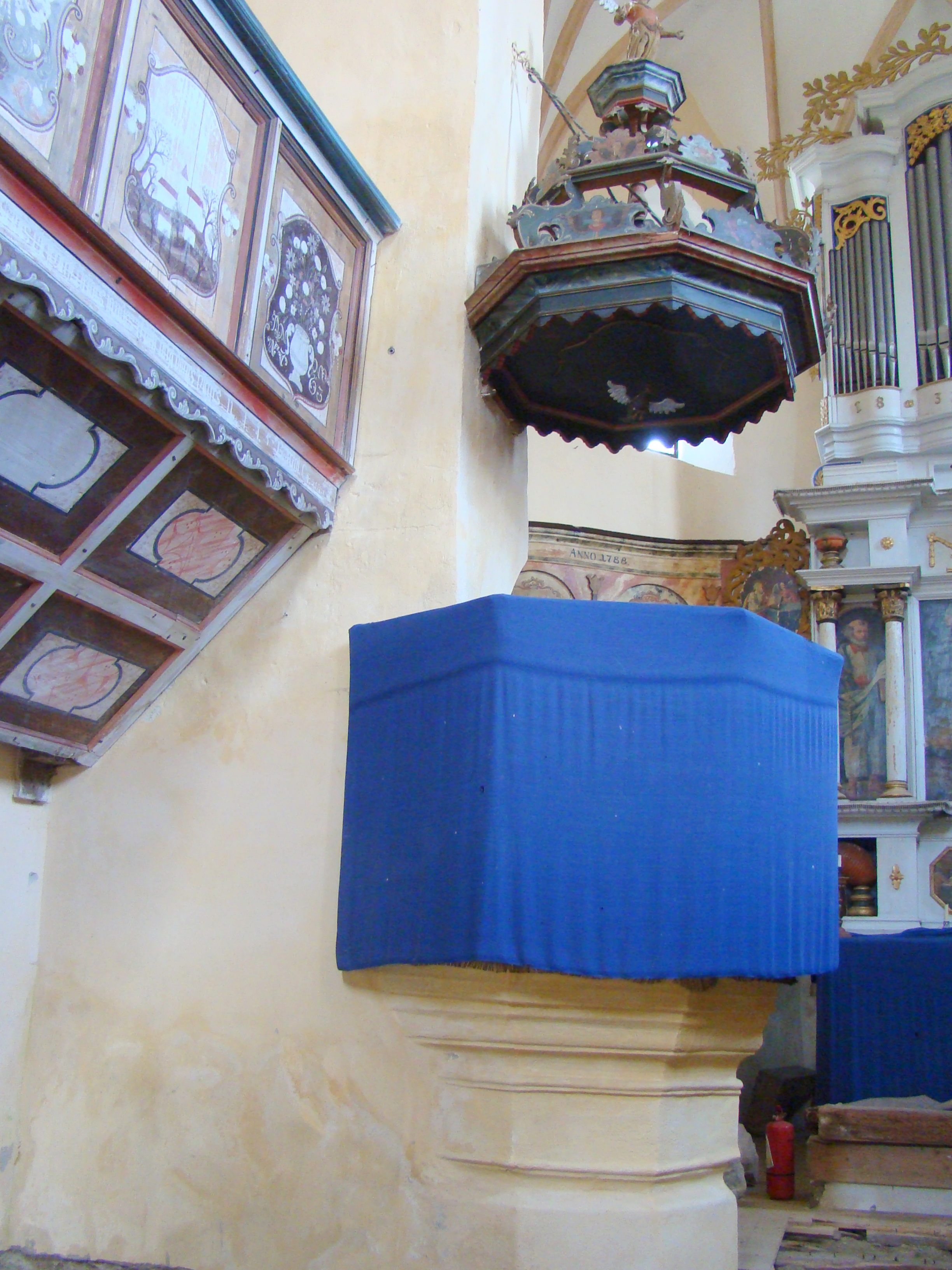
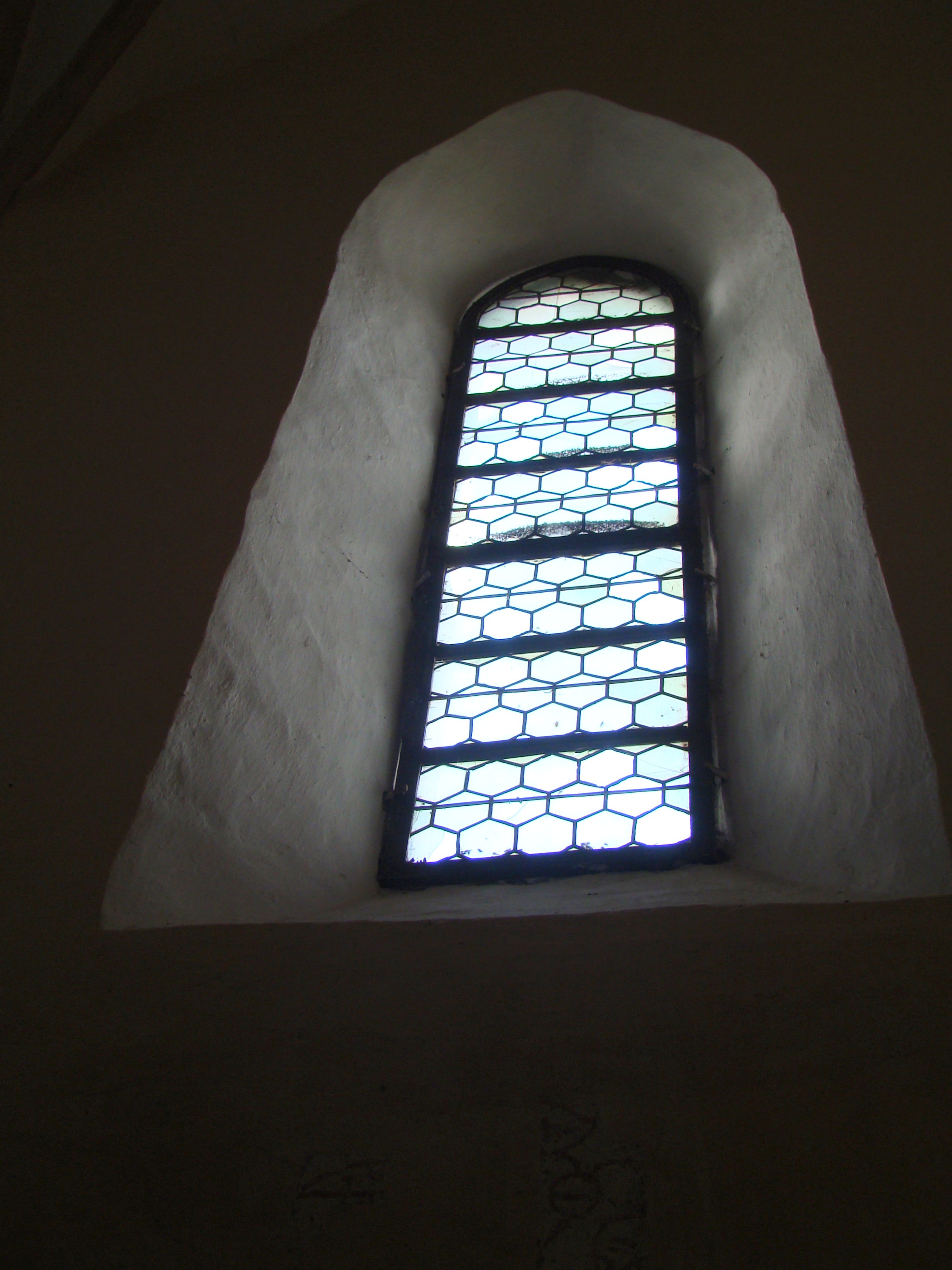
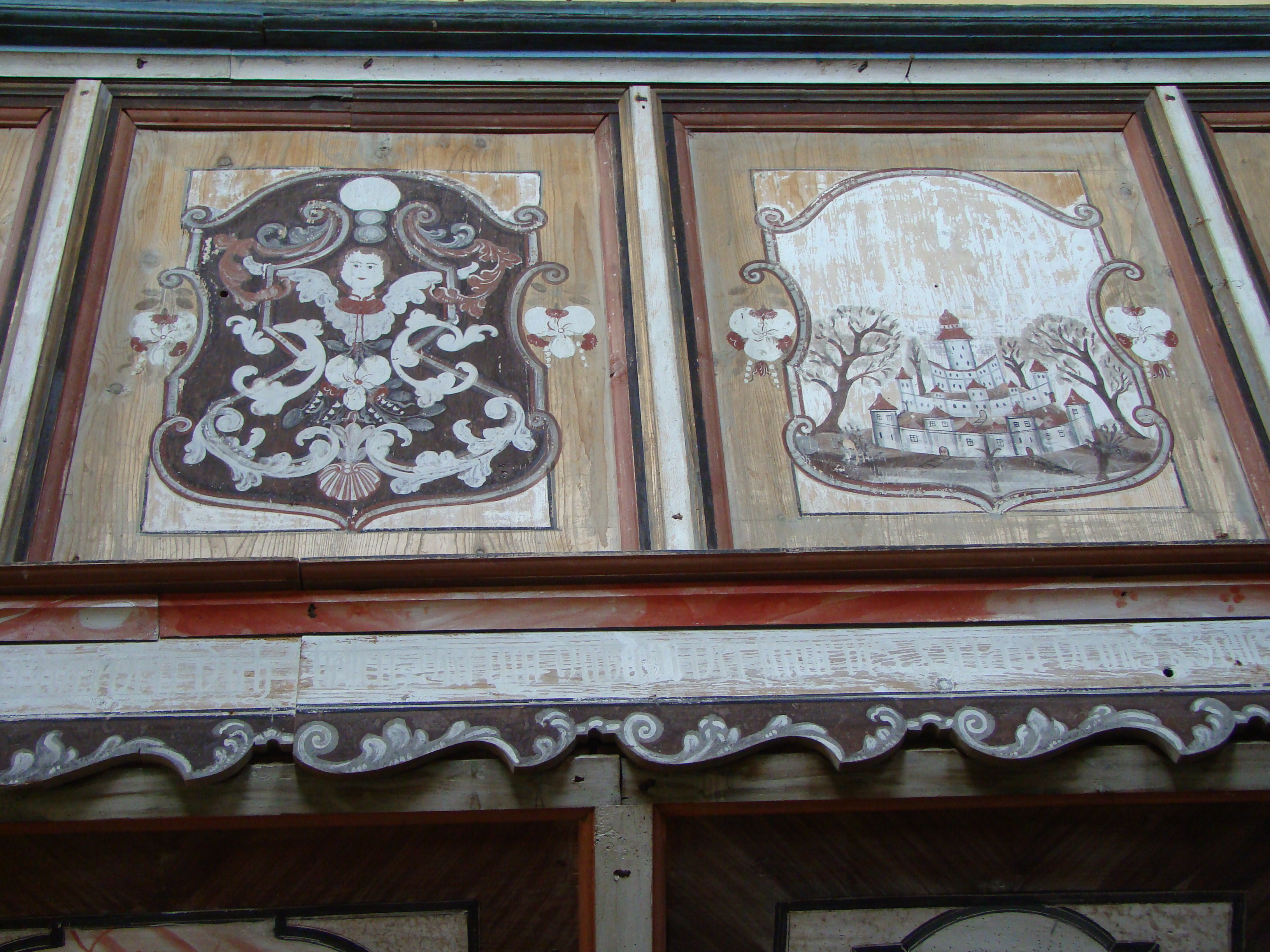
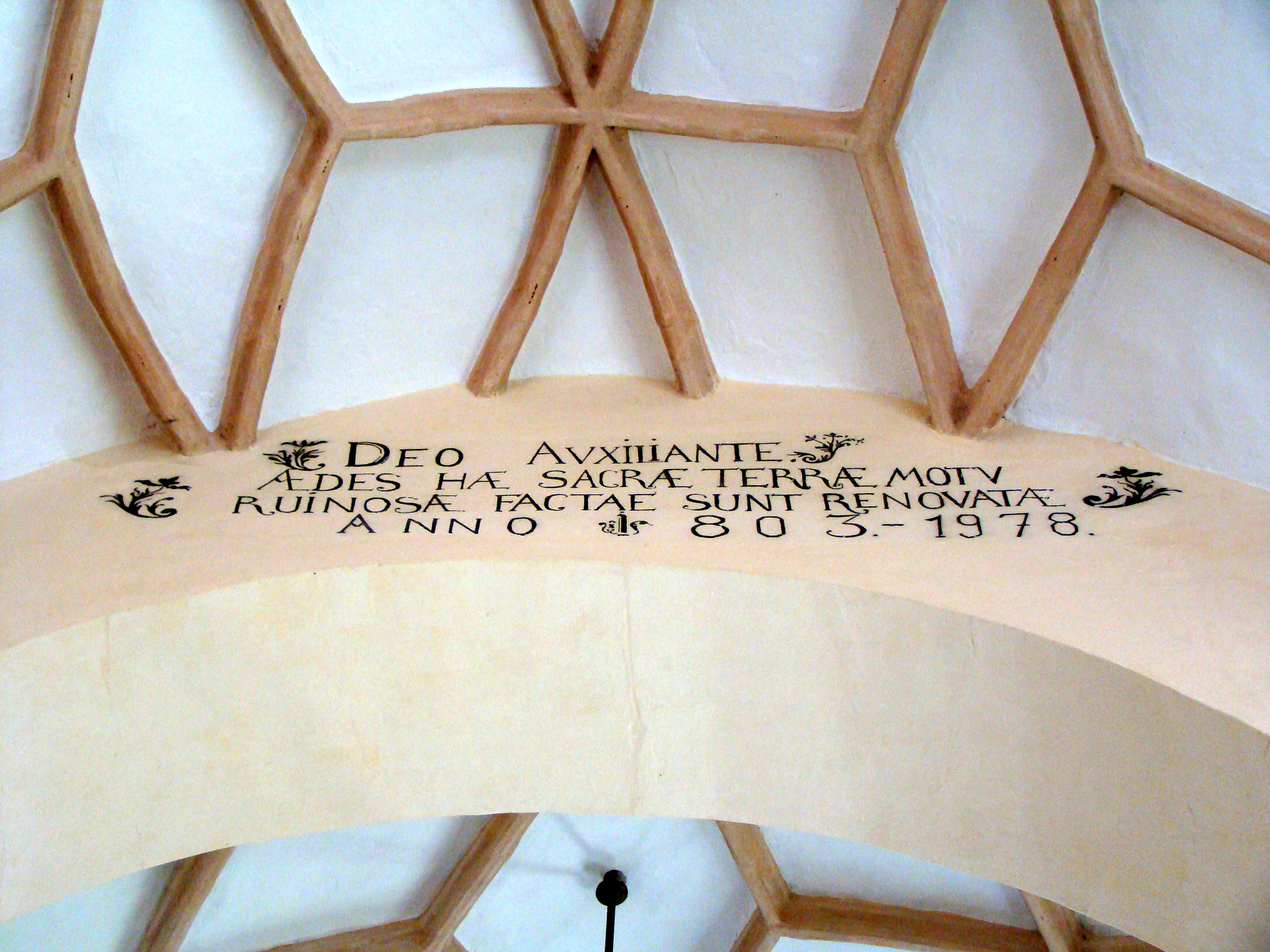
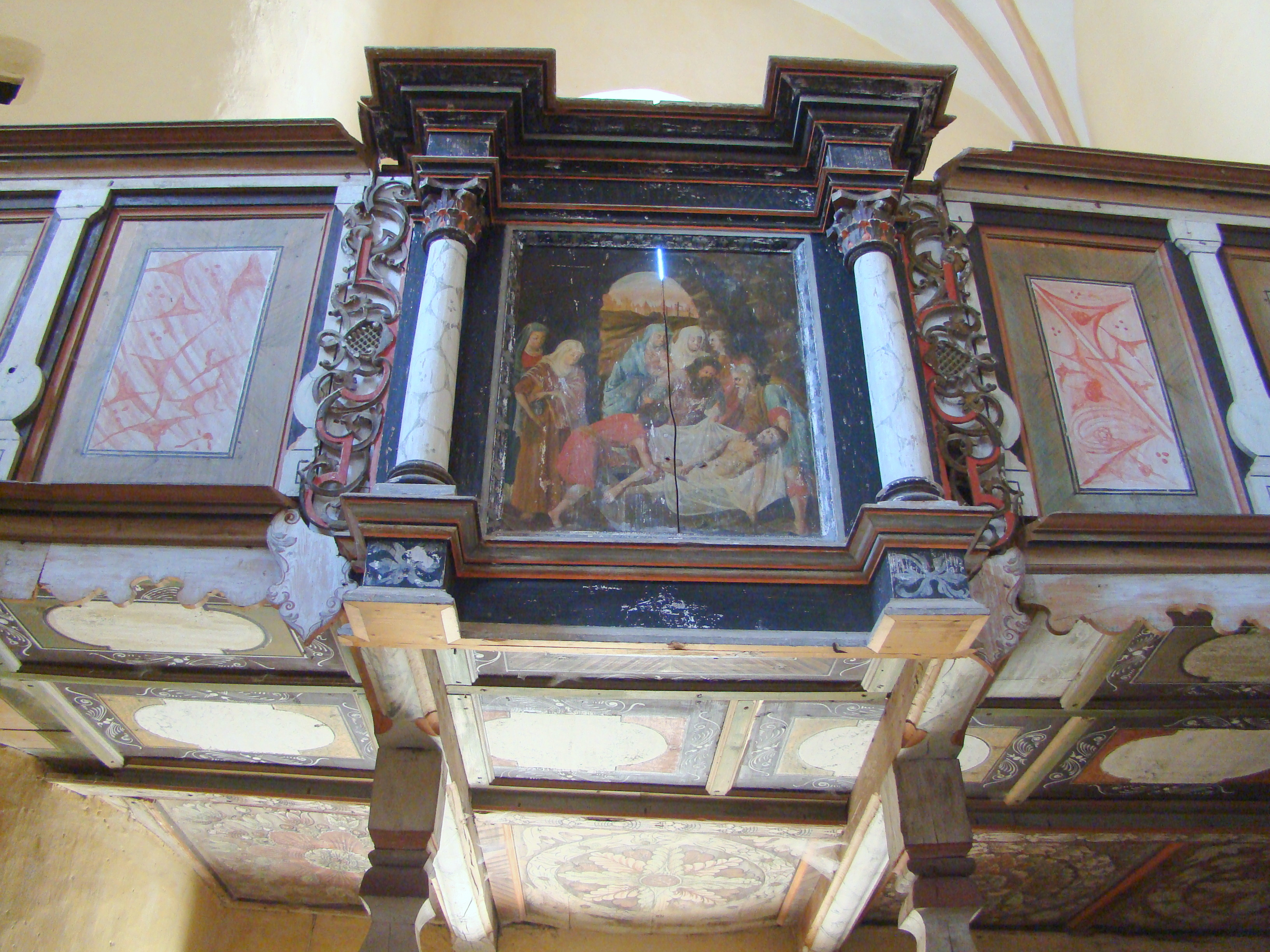
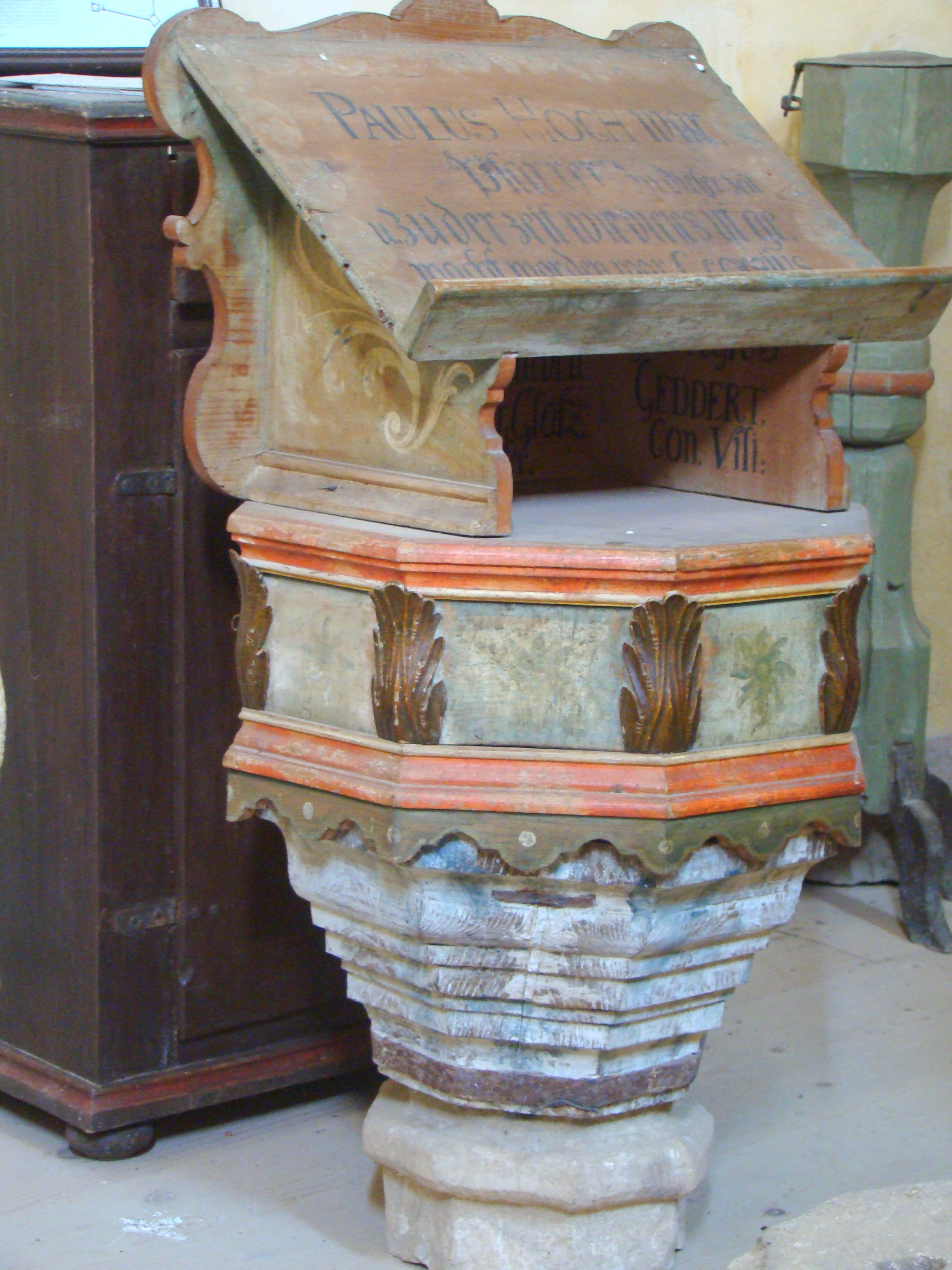
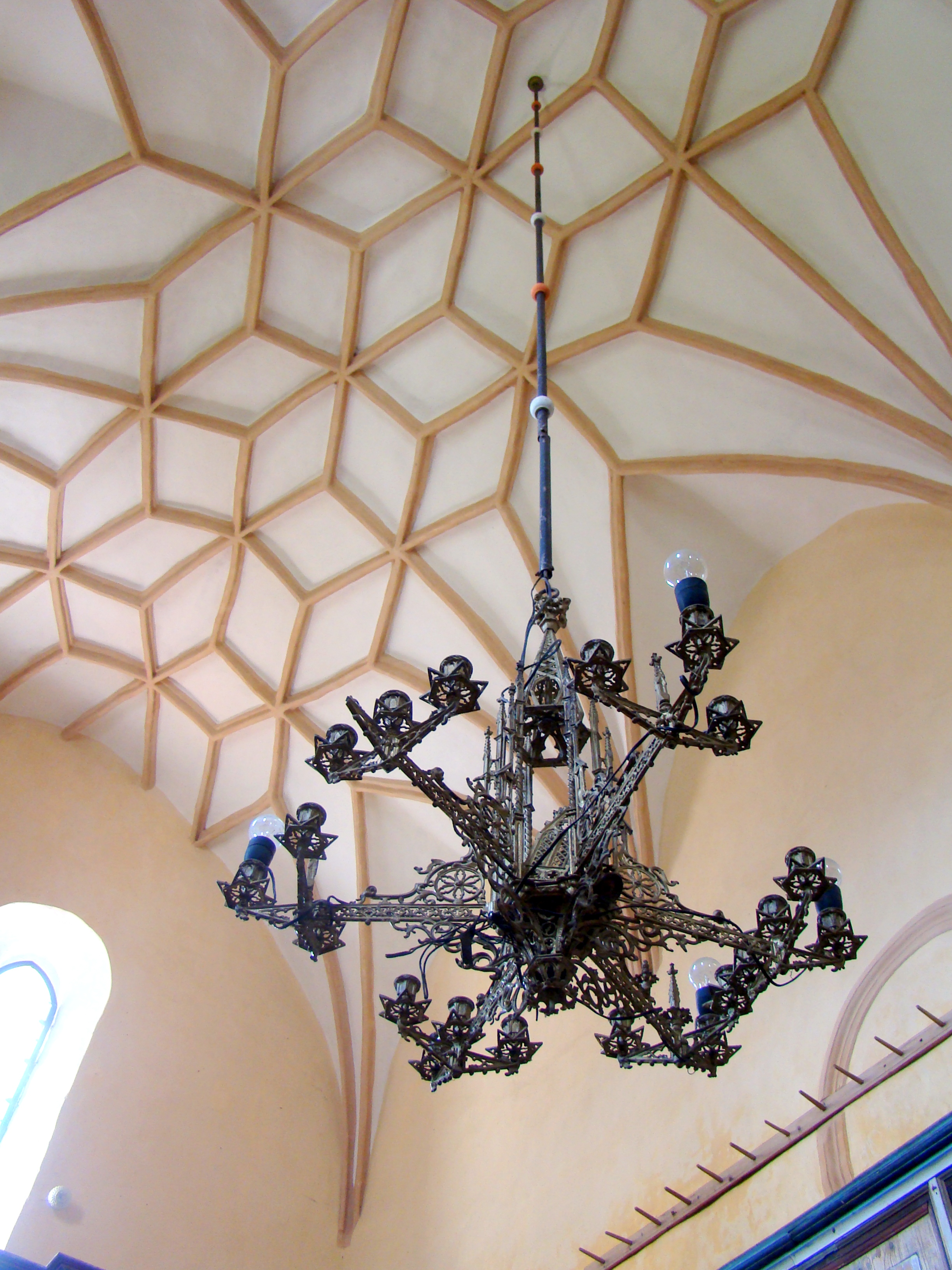
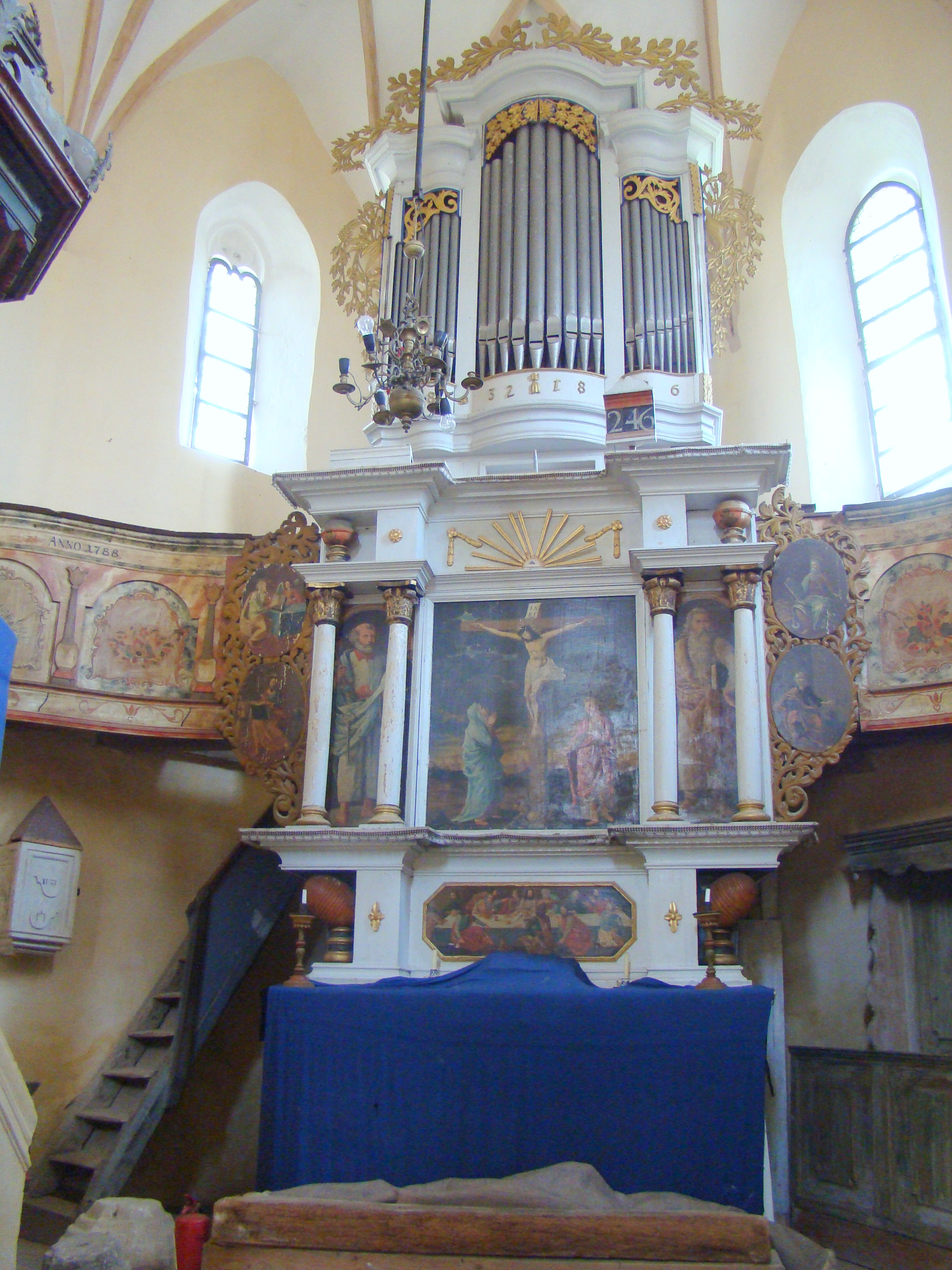
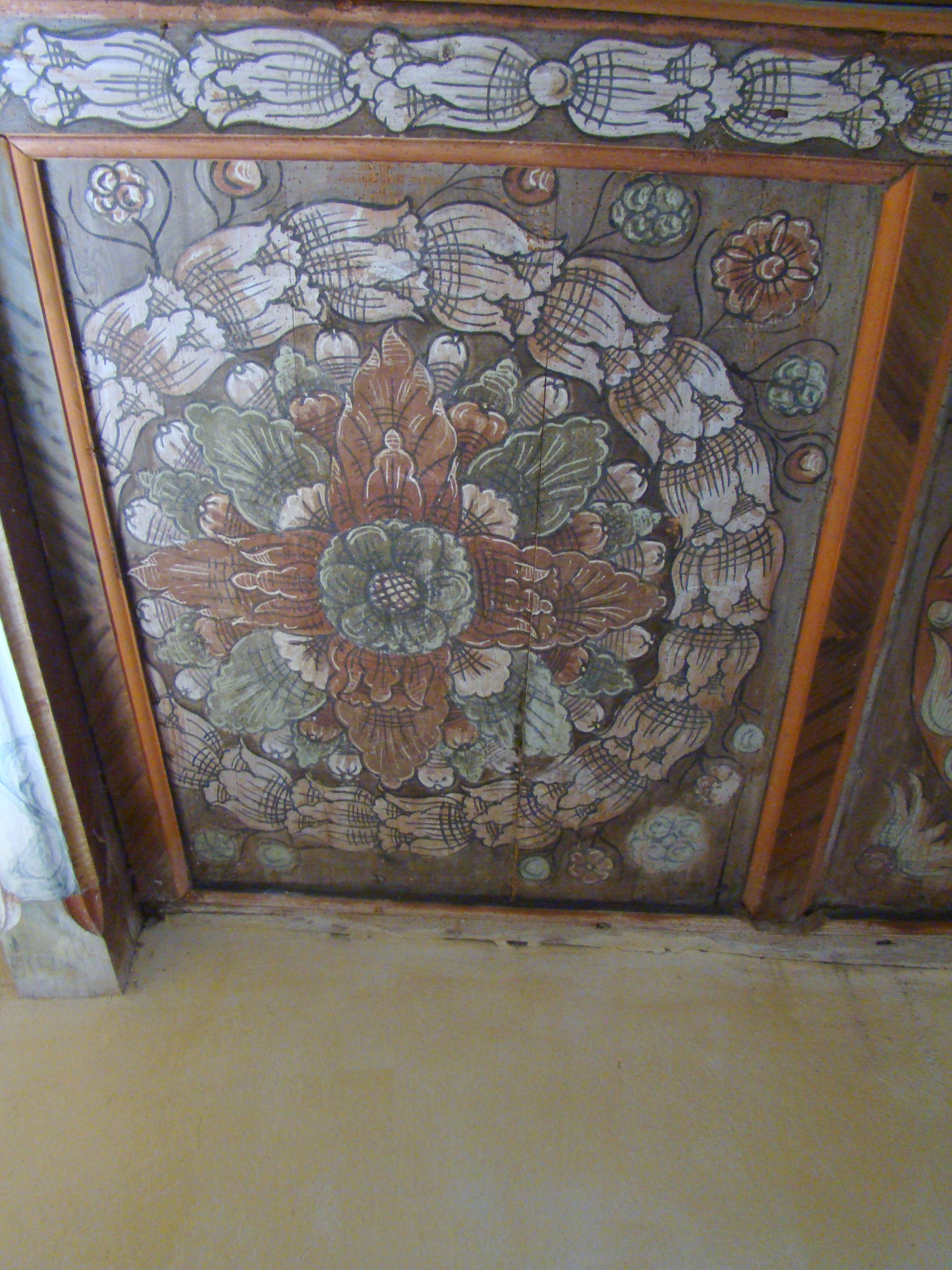
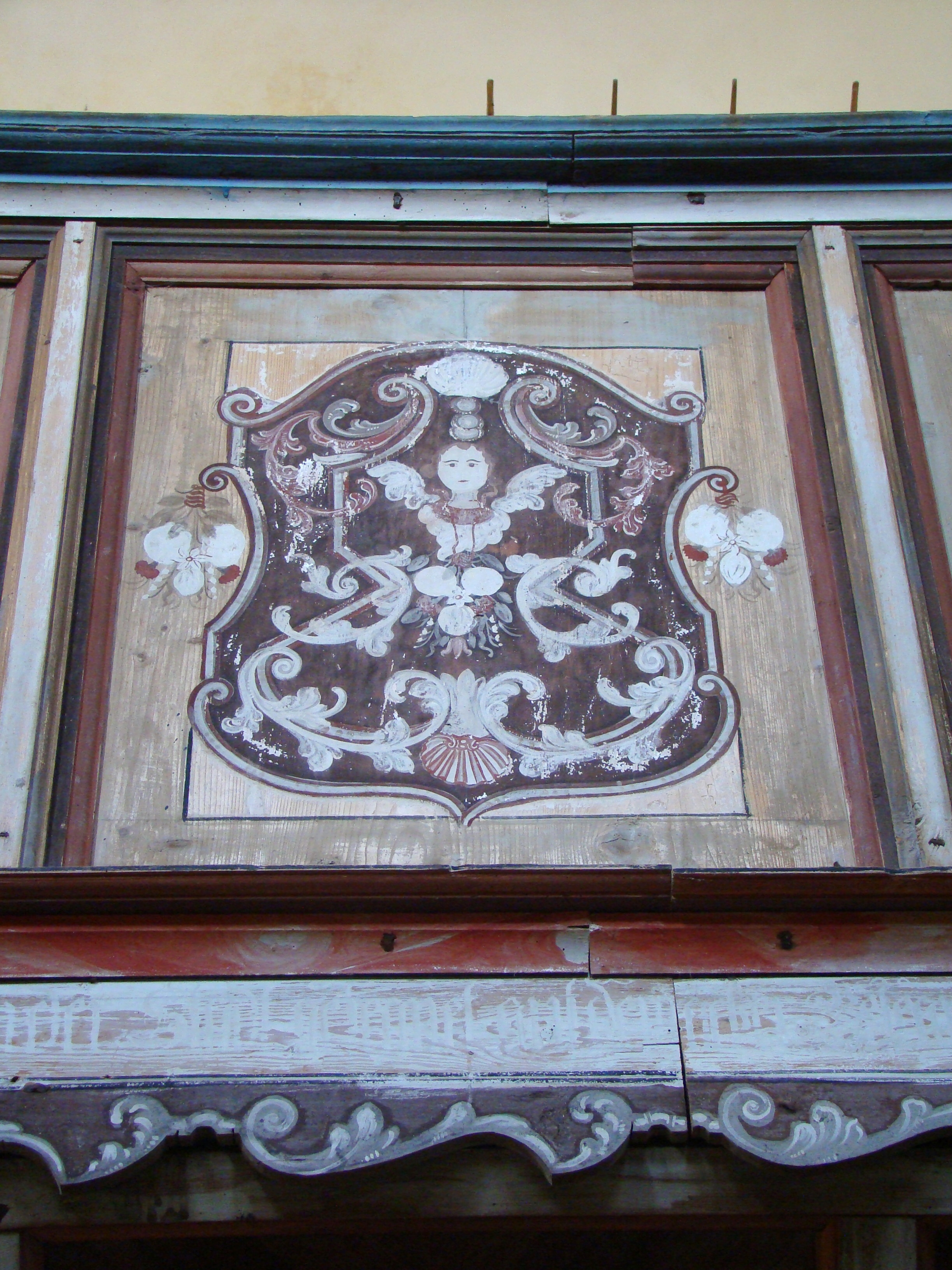
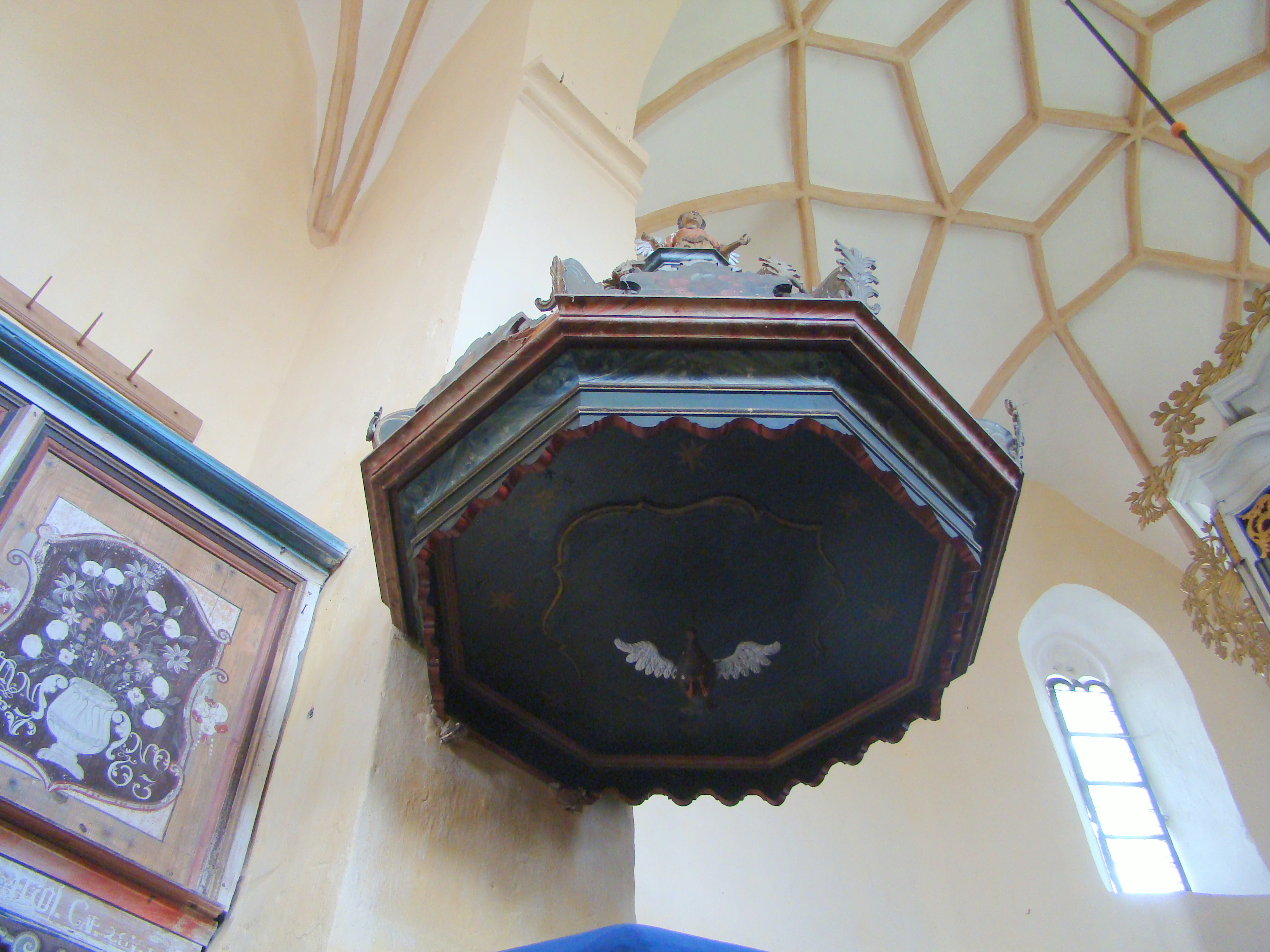
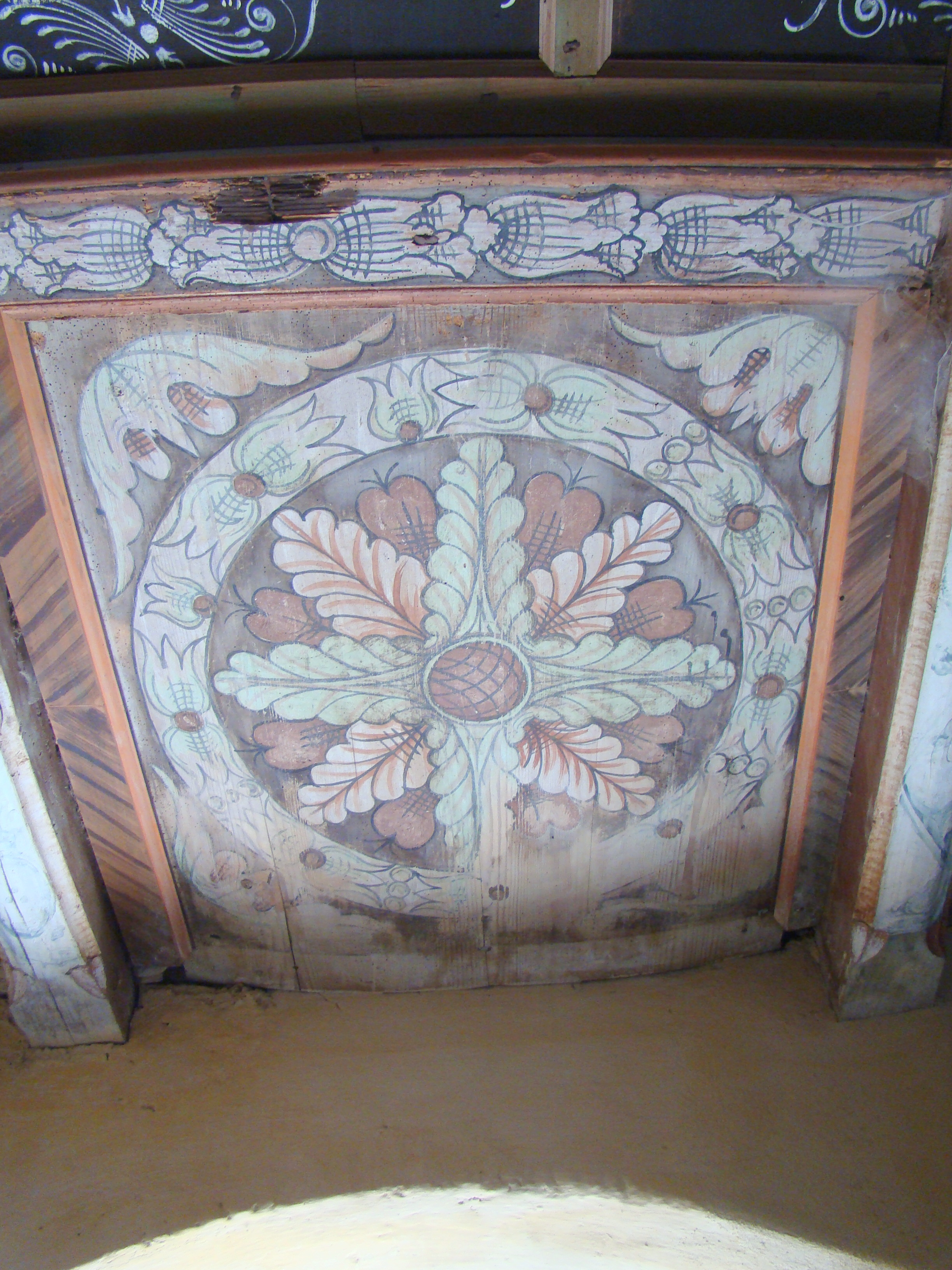
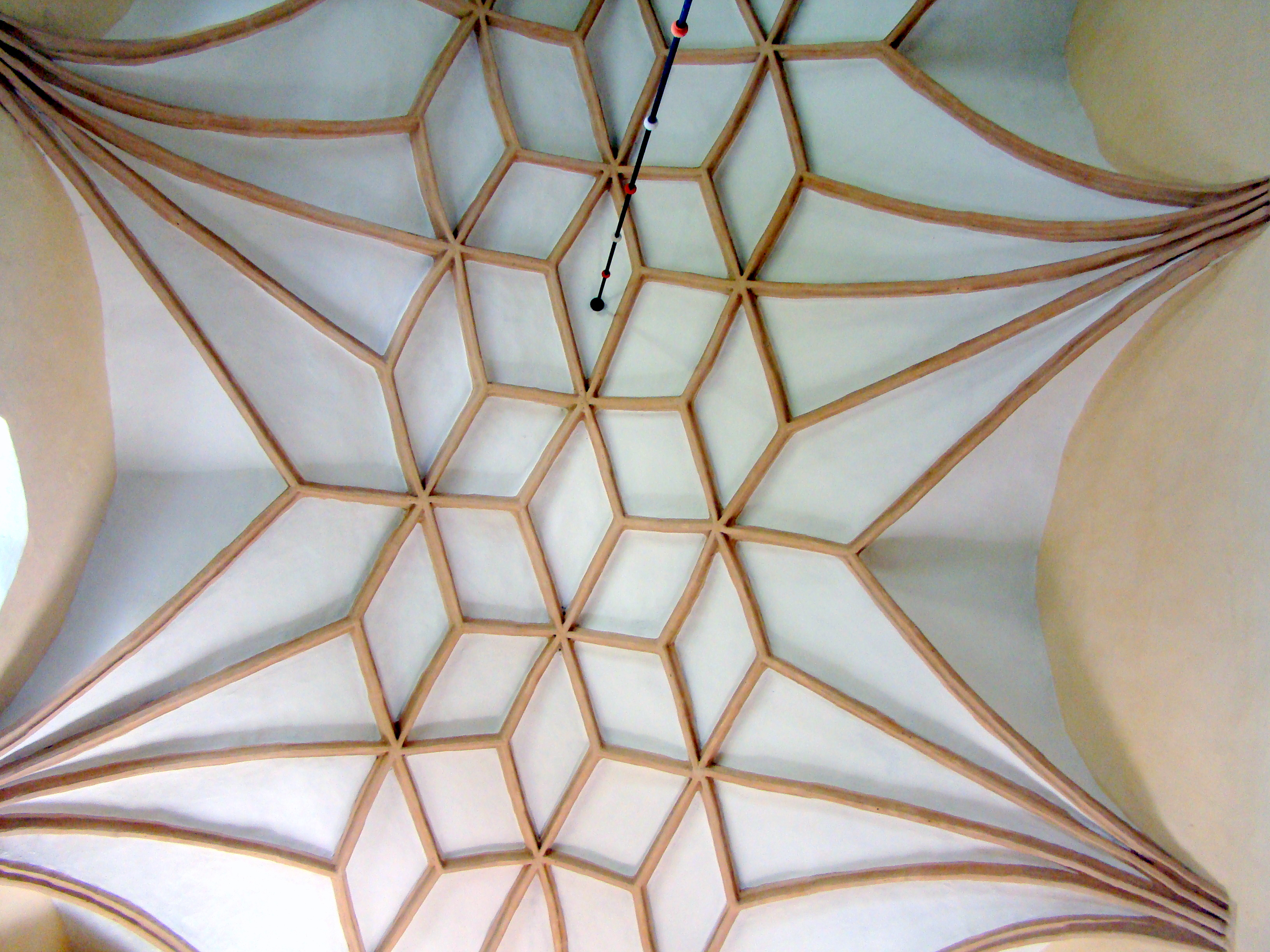
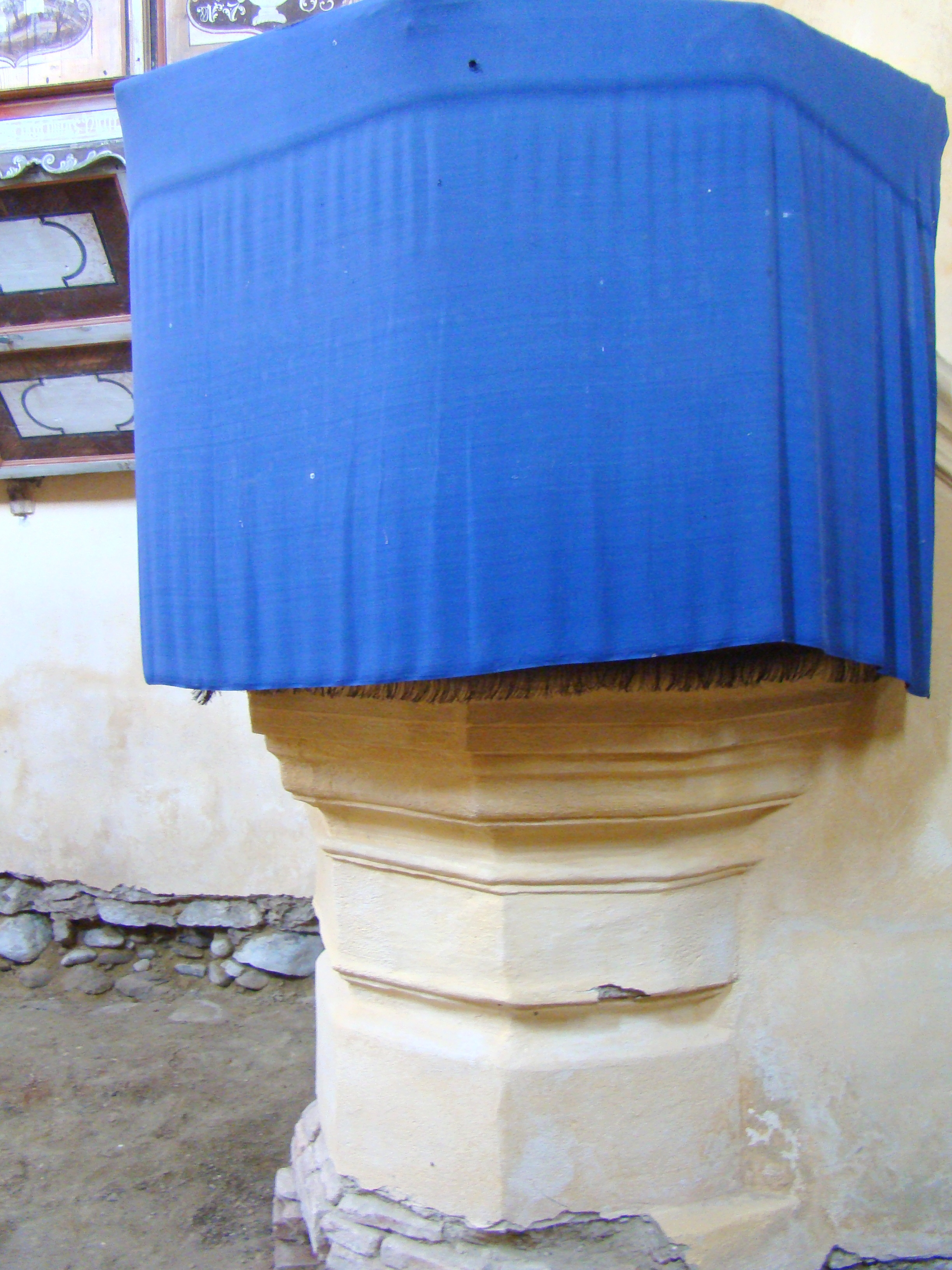